# Silberbäume
Die Pflanzengattung der Silberbäume (Leucadendron), auch Schimmerbäume genannt, gehört zur Familie der Silberbaumgewächse (Proteaceae). Die etwa 84 Arten kommen nur in der Capensis vor. Der Echte Silberbaum (Leucadendron argenteum) mit seinen weiß behaarten Blättern gab der Gattung ihren Namen Silberbäume.

## Beschreibung und Ökologie

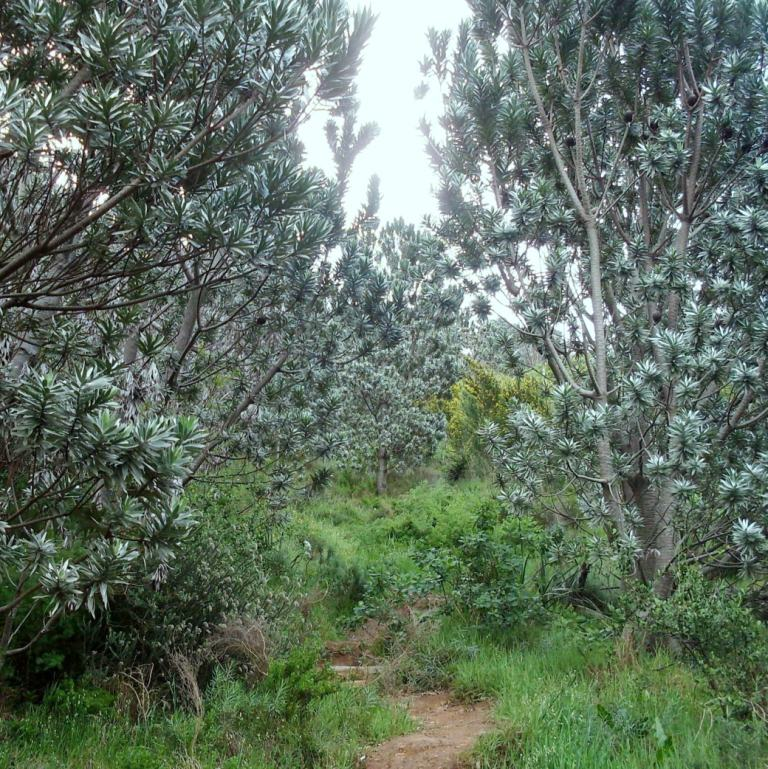
Echter Silberbaum (Leucadendron argenteum) auf dem Tafelberg

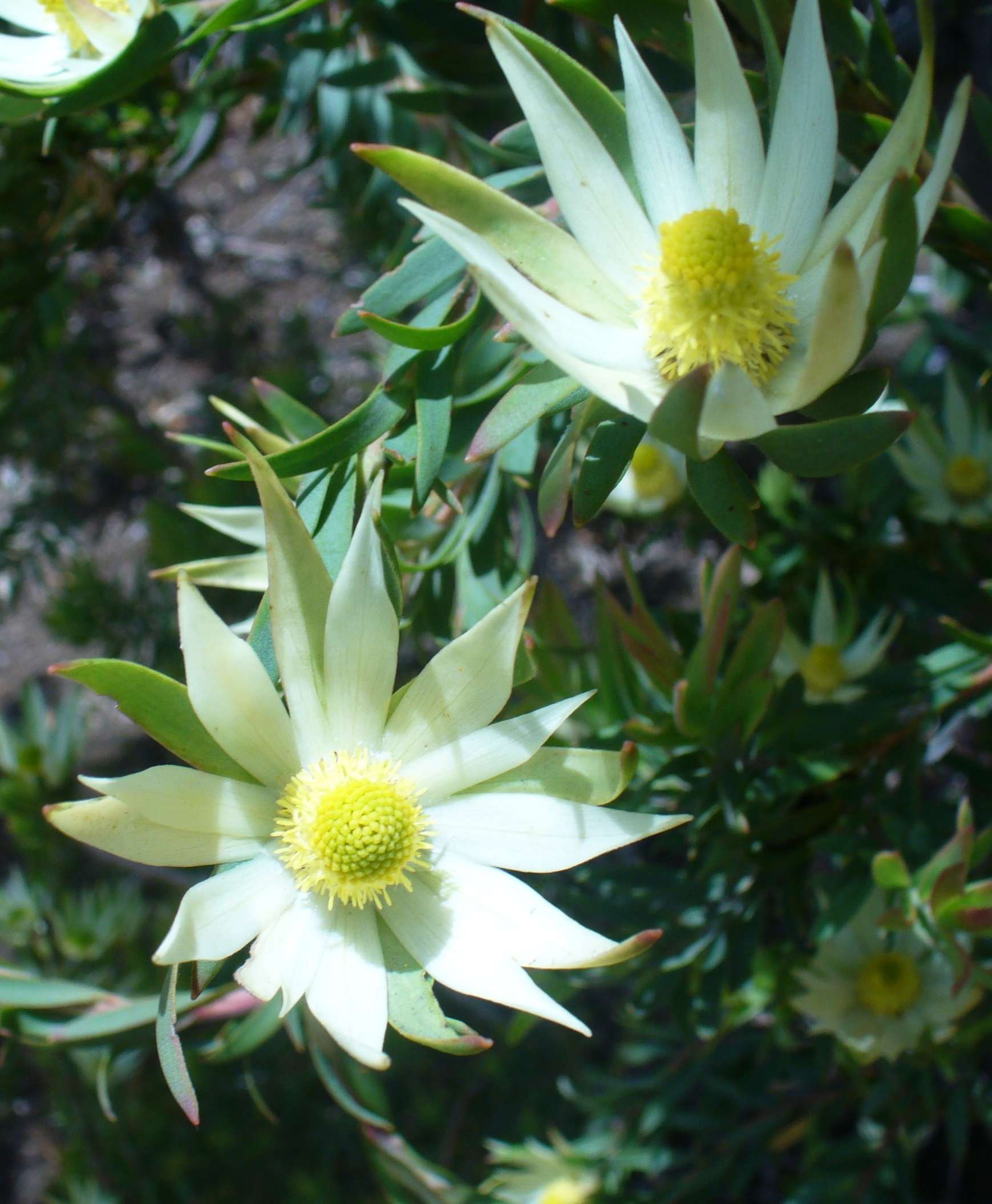
Blütenstände eines männlichen Leucadendron loriense

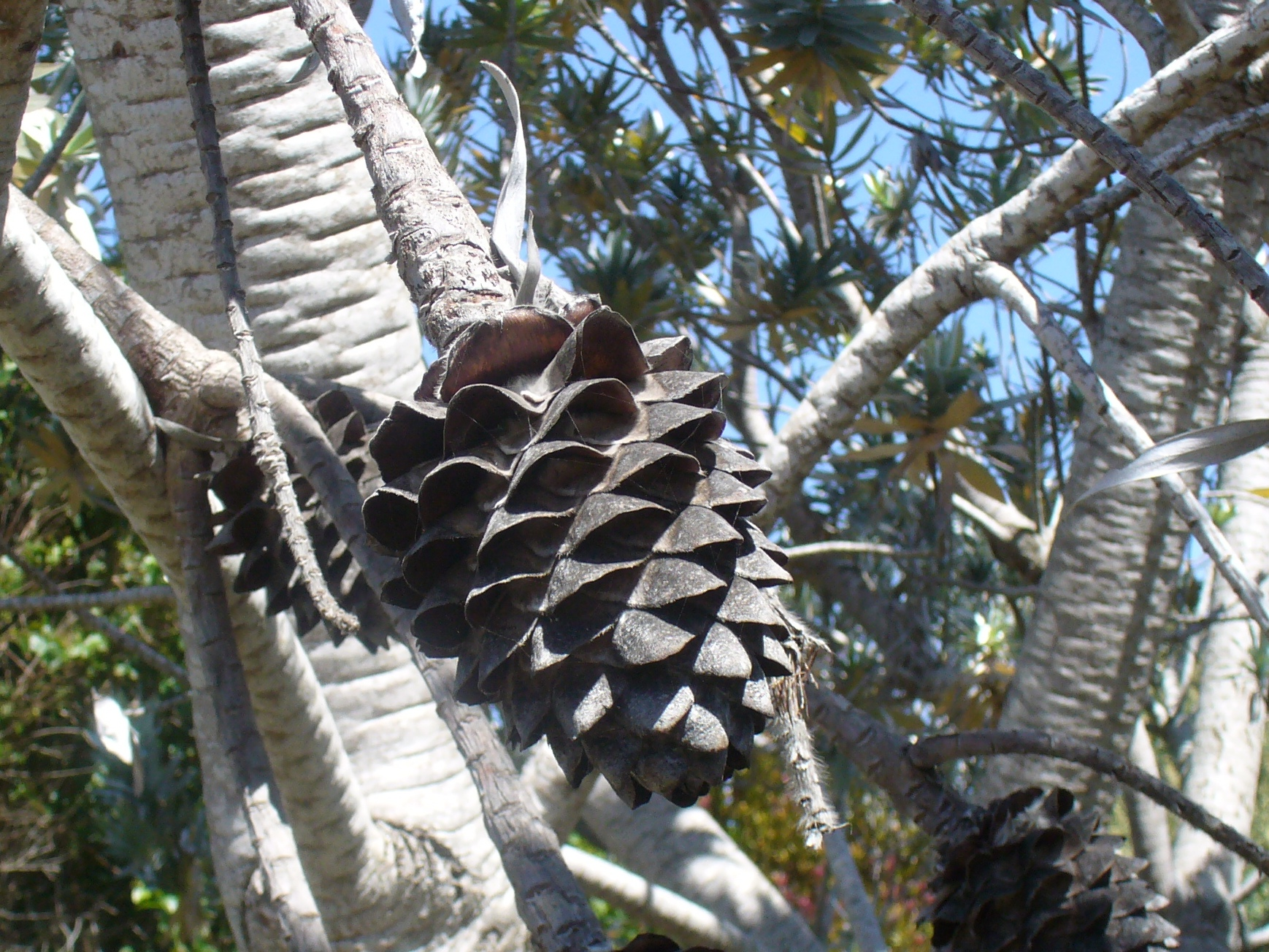
Fruchtstand des Echten Silberbaumes (Leucadendron argenteum)

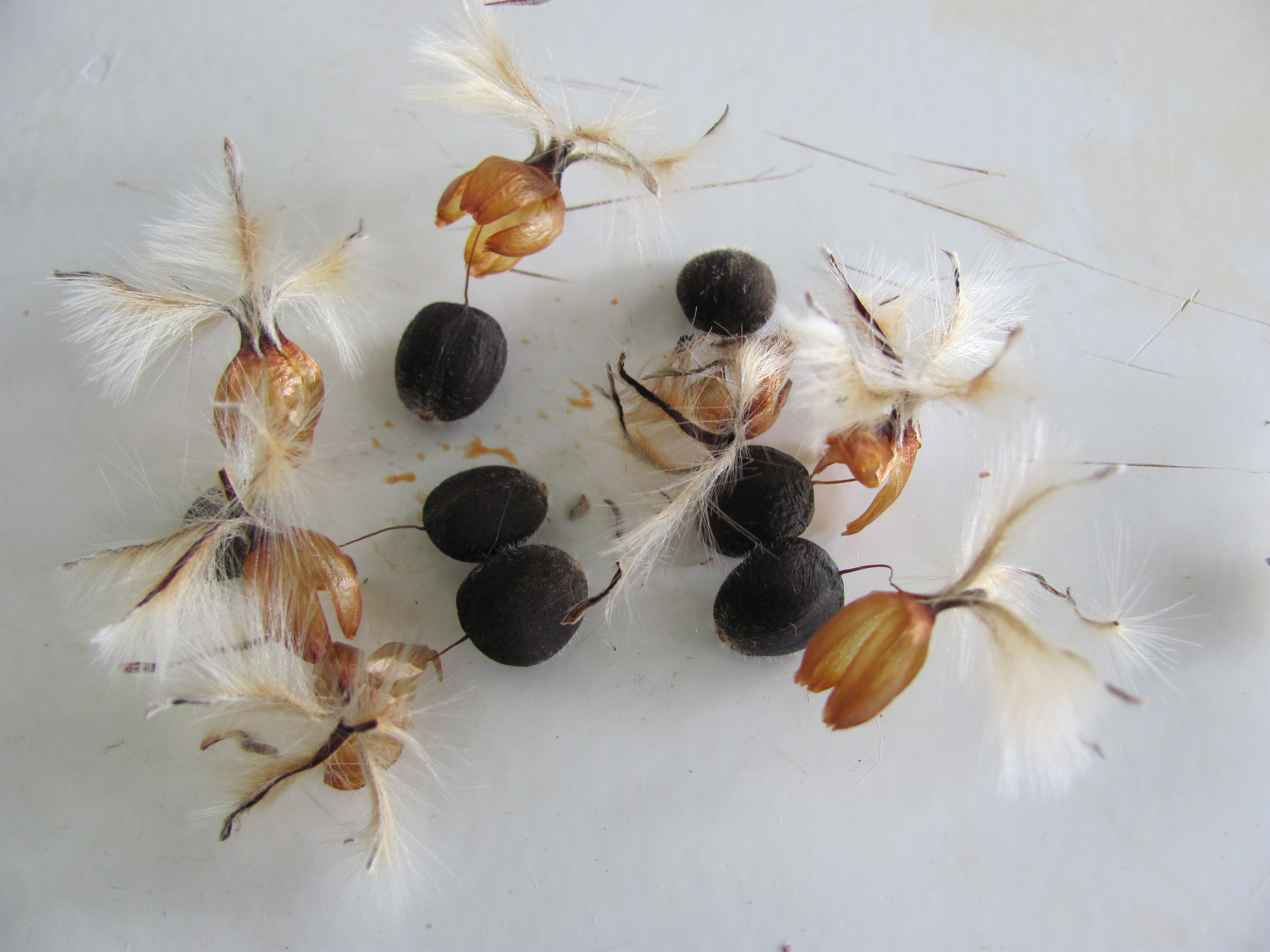
Samen des Echten Silberbaumes (Leucadendron argenteum)

### Erscheinungsbild und Blätter
Silberbaum-Arten sind verholzende Pflanzen und wachsen als Sträucher oder Bäume. Die meisten Silberbaum-Arten stehen in dichten Beständen zusammen und während der Blütezeit prägen sie das Landschaftsbild.
Die Silberbaum-Arten sind zweihäusig getrenntgeschlechtig (diözisch). Die Exemplare beider Geschlechter sehen je nach Art wenig bis stark unterschiedlich aus (Geschlechtsdimorphismus). Die männlichen Exemplare sind meist verzweigter und oft etwas größer als die weiblichen. Die Laubblätter sind einfach. An männlichen Exemplaren sind die Laubblätter oft kleiner.

### Blütenstände und Blüten
Den größten Schaueffekt bei Leucadendron während der Blütezeit besitzen die Laubblätter direkt unter den Blütenständen, die während dieser Zeit bei vielen Arten leuchtend gelb gefärbt sind. In den endständigen, zapfenförmigen Blütenständen stehen spiralförmig angeordnete Deckblätter, die von mehr oder eher weniger auffälligen, grünen bis lohfarbenen Hüllblätter umgeben sind. Über jedem Deckblatt steht eine Blüte, die von ihm schützend umhüllt wird. Bei männlichen Blütenständen sind die Deckblätter unauffällig. Die männlichen Blütenstände sind oft kleiner als die weiblichen und verwelken nach der Anthese. Die männlichen Blütenstände öffnen sich schon vor den weiblichen und die Blütezeit der weiblichen Blütenstände dauert nur kurz. Die eingeschlechtigen Blüten sind mehr oder weniger radiärsymmetrisch. Die Blütenhüllblätter sind auf etwa der Hälfte ihrer Länge zu einer Röhre verwachsen. Die männlichen Blüten besitzen ein reduziertes Gynoeceum, dabei dient der Griffel der sekundären Pollenpräsentation. In den weiblichen Blüten ist der Griffel gerade oder leicht gekrümmt mit einem langen Endabschnitt, der am oberen Ende meist einen Schlitz besitzt, um den Pollen aufzunehmen. Die Unterschiedlichkeit der Blütenstände beider Geschlechter fördert die Fremdbestäubung. Je nach Art erfolgt die Bestäubung durch Insekten oder durch den Wind.

### Früchte und Samen
Weibliche Exemplare bilden verholzende, zapfenförmige Fruchtstände. Bei vielen Arten verbleiben die Früchte lange Zeit im Fruchtstand. (Die Früchte sind wichtig bei der teilweise schwierigen Artbestimmung.) Einige Arten besitzen eine flache Frucht mit Flügeln oder nur deutlichen Kanten und die anderen eine Nussfrucht. Die Früchte können behaart oder kahl sein. Die harten, verholzten Fruchtstände können die Samen manchmal über Jahre schützen, beispielsweise um nicht von Vögeln oder Nagetieren gefressen zu werden. Bei manchen Arten öffnen sich die Fruchtstände erst nach Buschbränden. Bei vielen Arten werden die Samen von Nagetieren gesammelt und so ausgebreitet. Die großen Samen von Leucadendron argenteum fliegen und werden von Wind ausgebreitet. Bei wenigen Arten besitzen die Samen ein Elaiosom; es liegt dann Myrmekochorie vor.

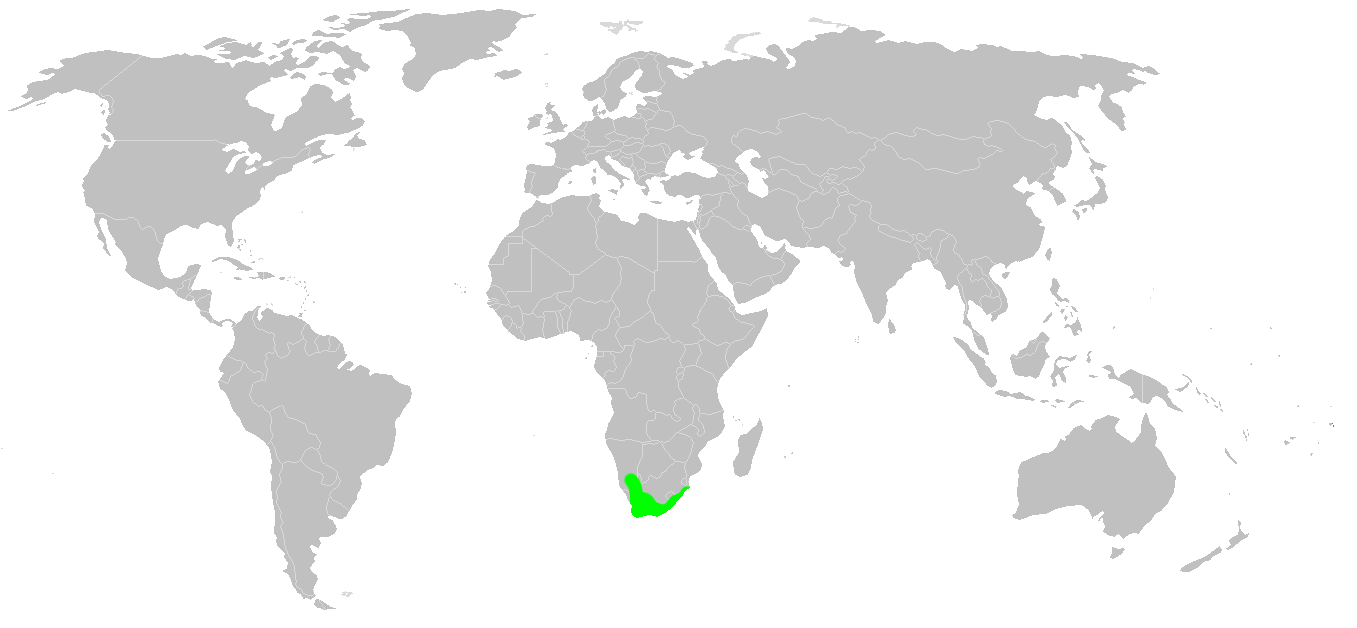
Verbreitungskarte der nur in der Capensis vorkommenden Gattung.

## Systematik, Verbreitung und Gefährdung

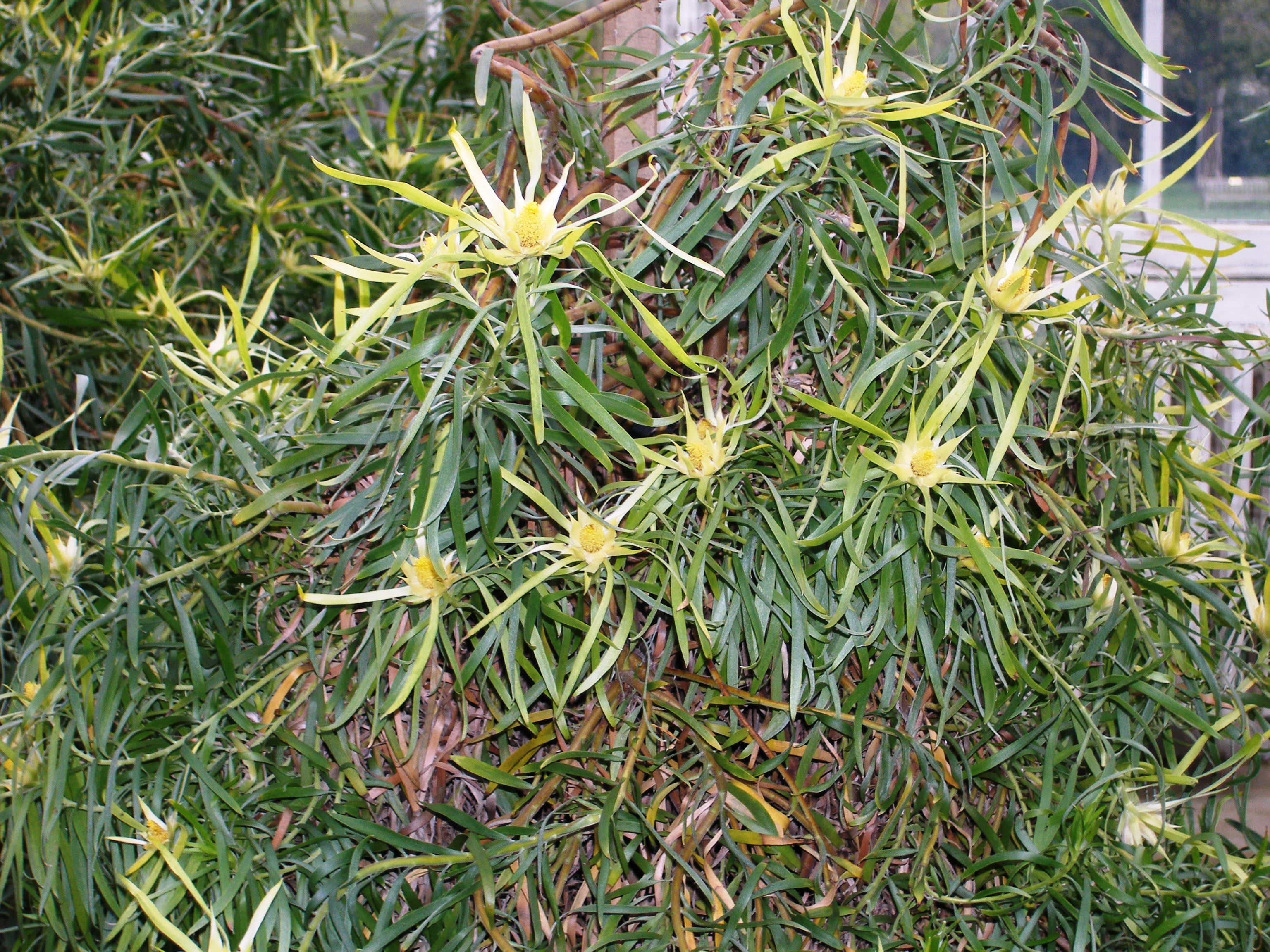
Sektion Alatosperma Untersektion Alata: Habitus, Laubblätter und Blütenstände von Leucadendron eucalyptifolium

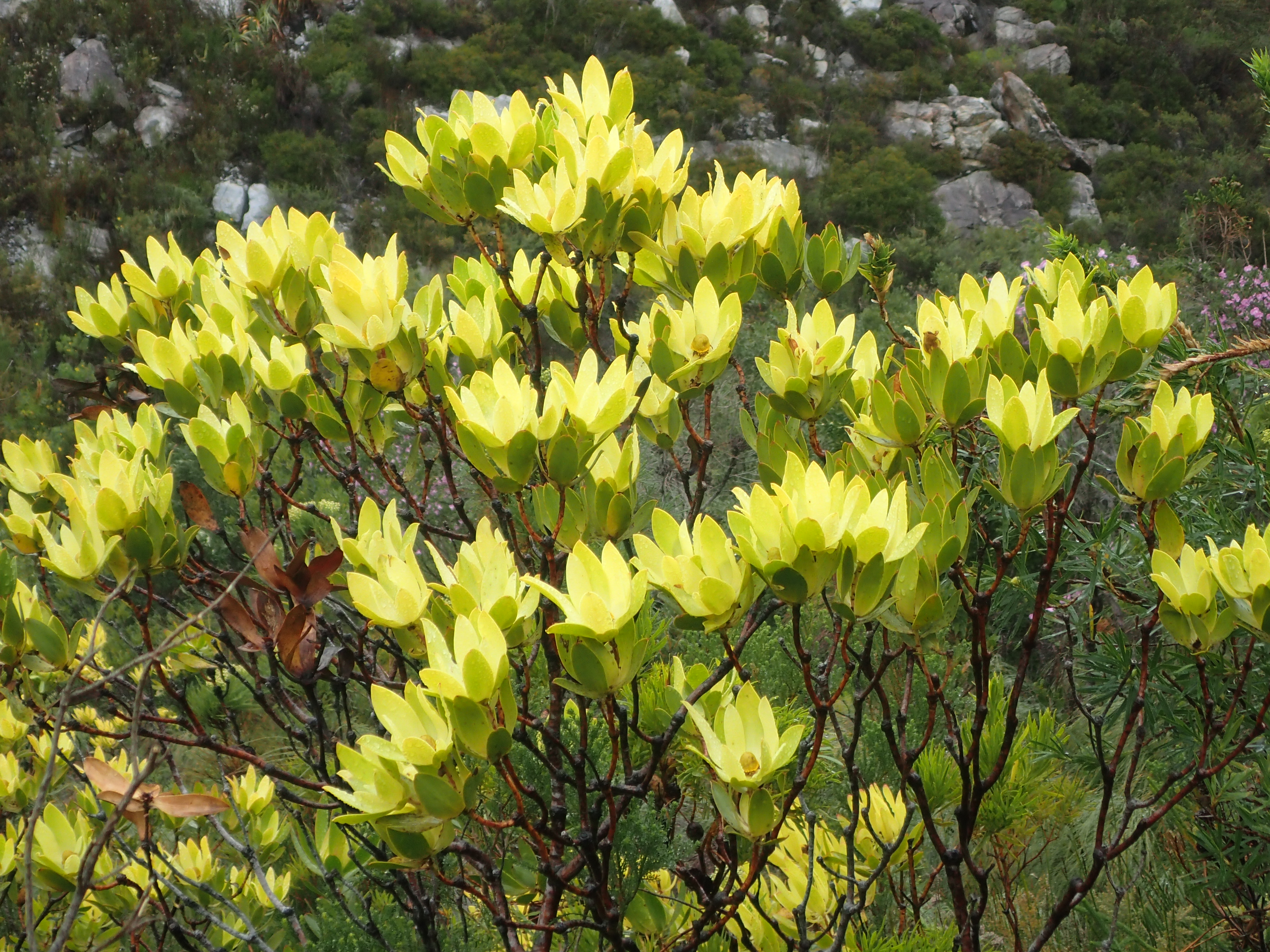
Sektion Alatosperma Untersektion Alata: Leucadendron gandogeri

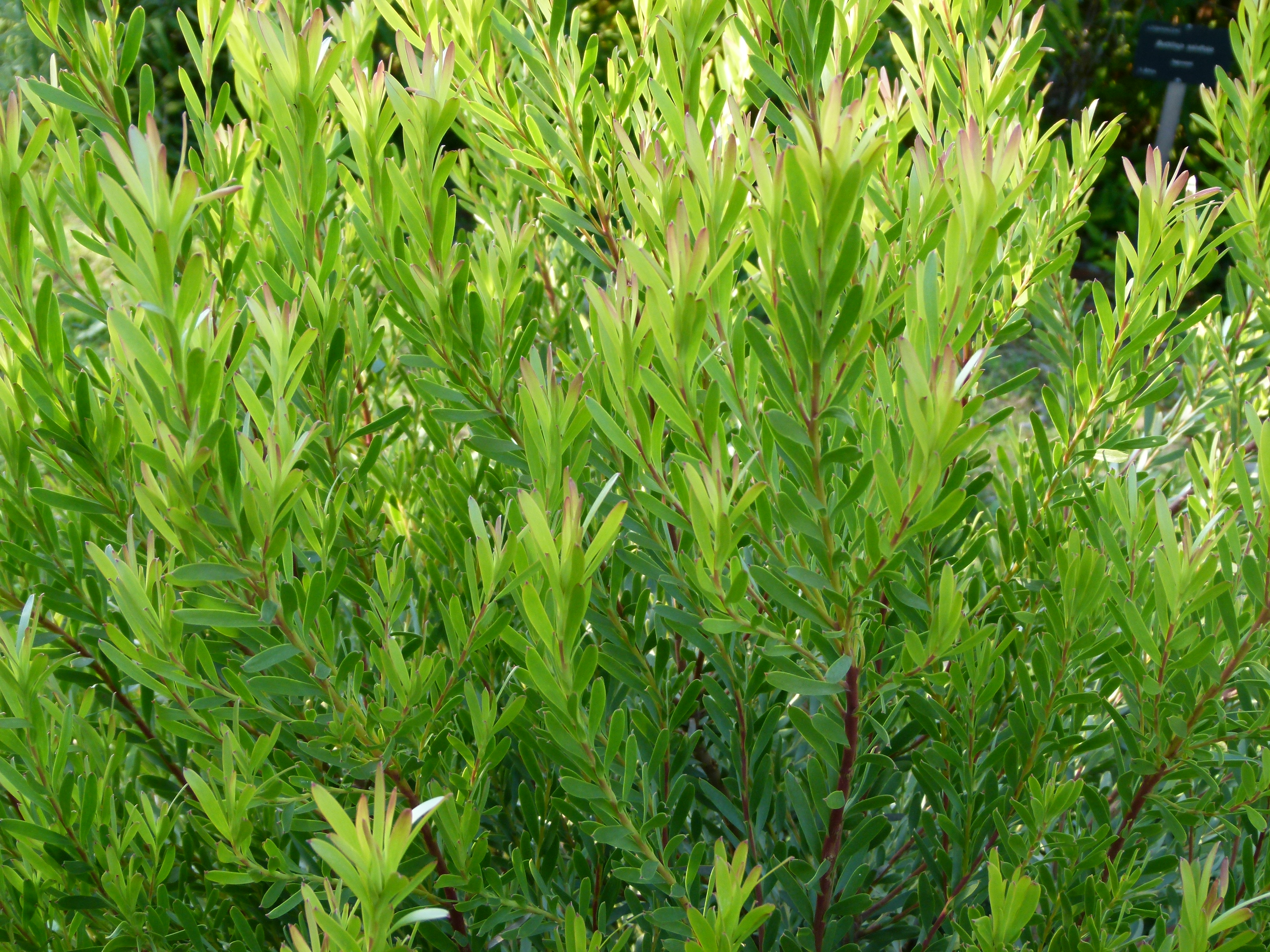
Sektion Alatosperma Untersektion Alata: Habitus und Laubblätter von Leucadendron meridanium

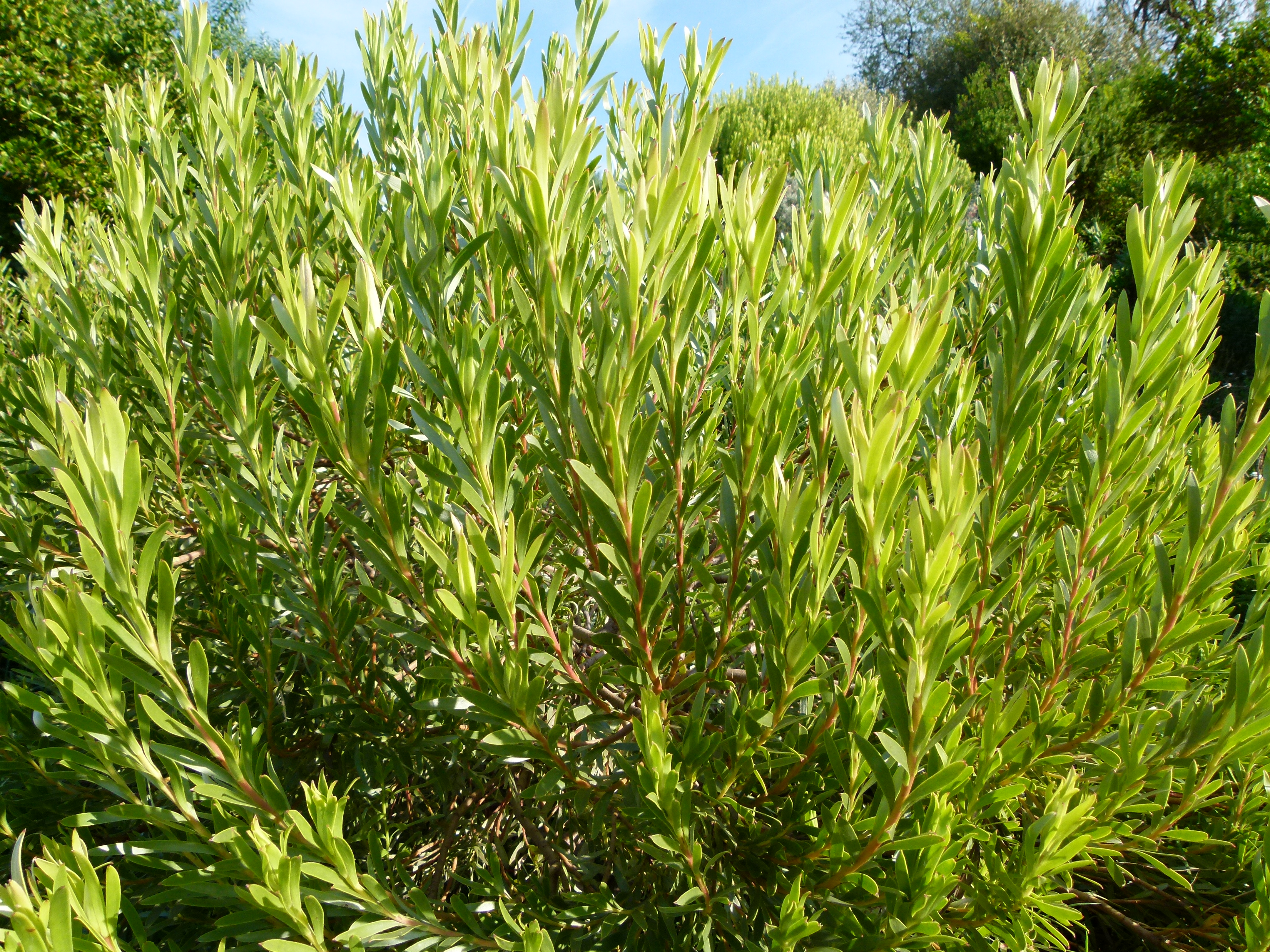
Sektion Alatosperma Untersektion Alata: Habitus und Laubblätter von Leucadendron modestum

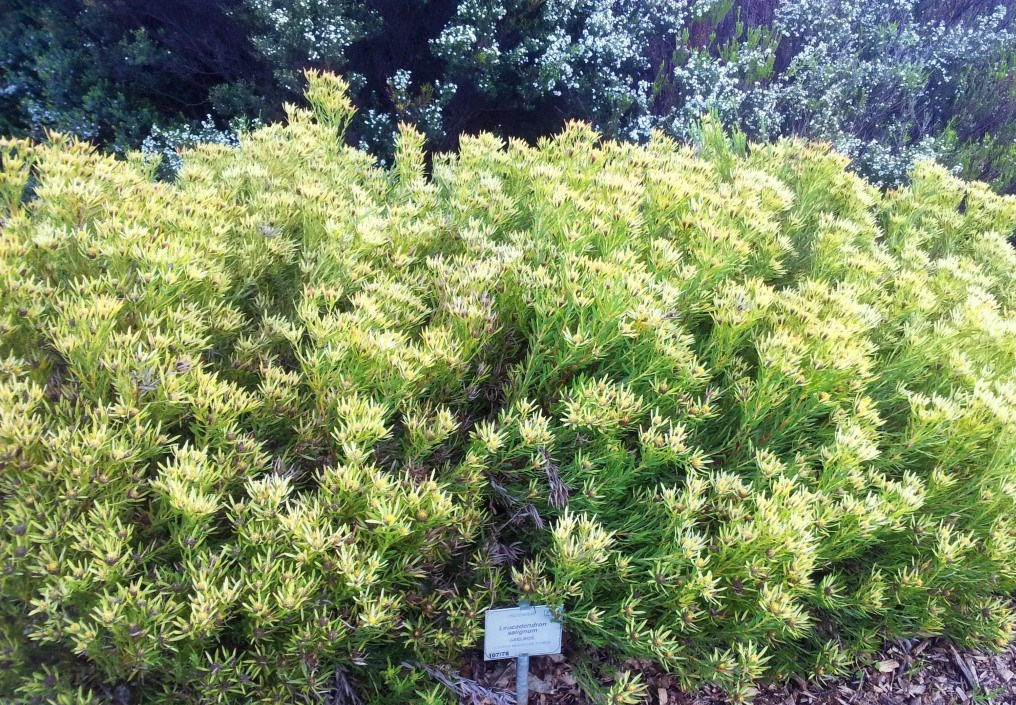
Sektion Alatosperma Untersektion Alata: Habitus, Laubblätter und Blütenstände von Leucadendron salignum

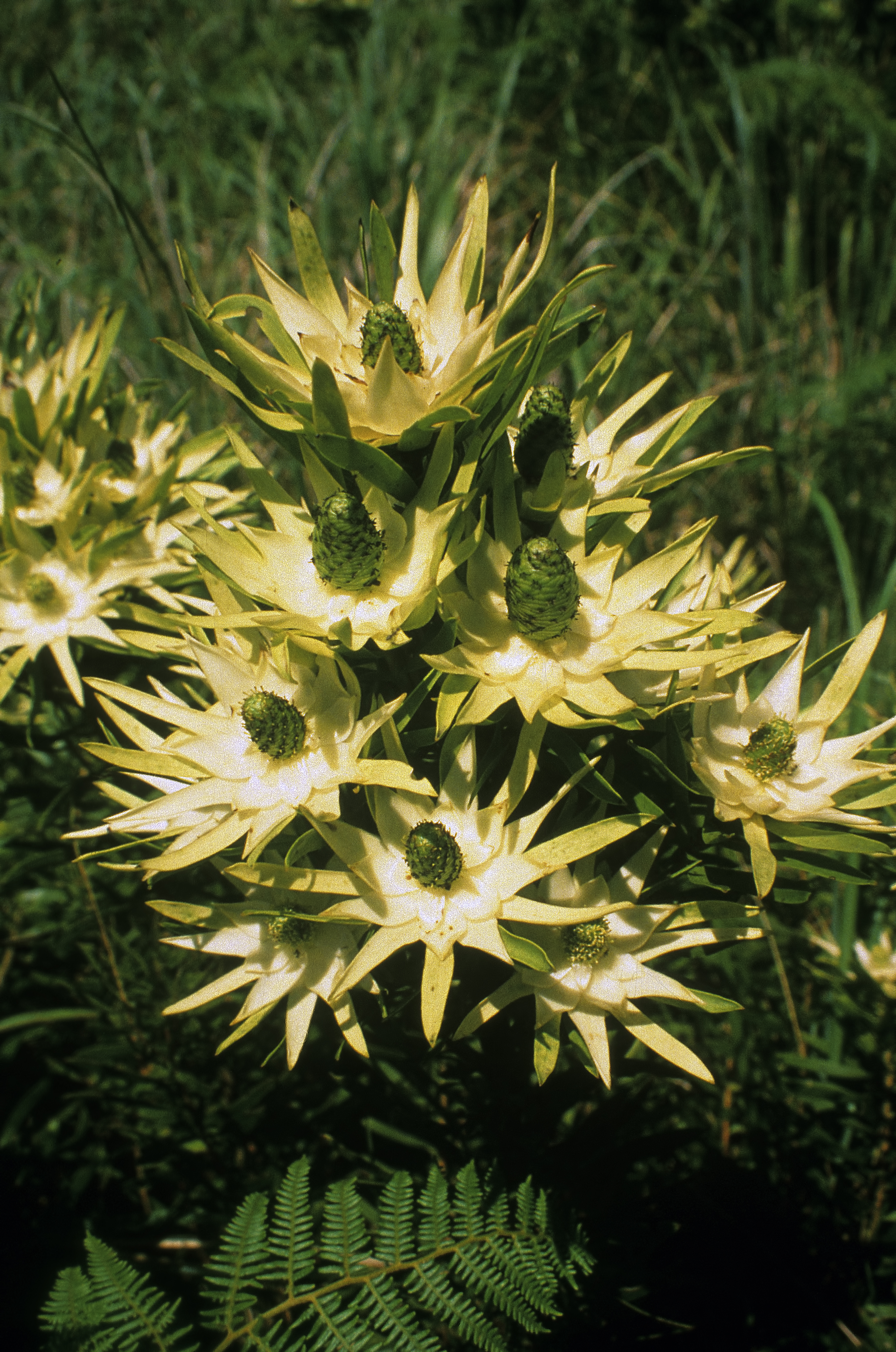
Sektion Alatosperma Untersektion Alata: Leucadendron spissifolium subsp. natalense

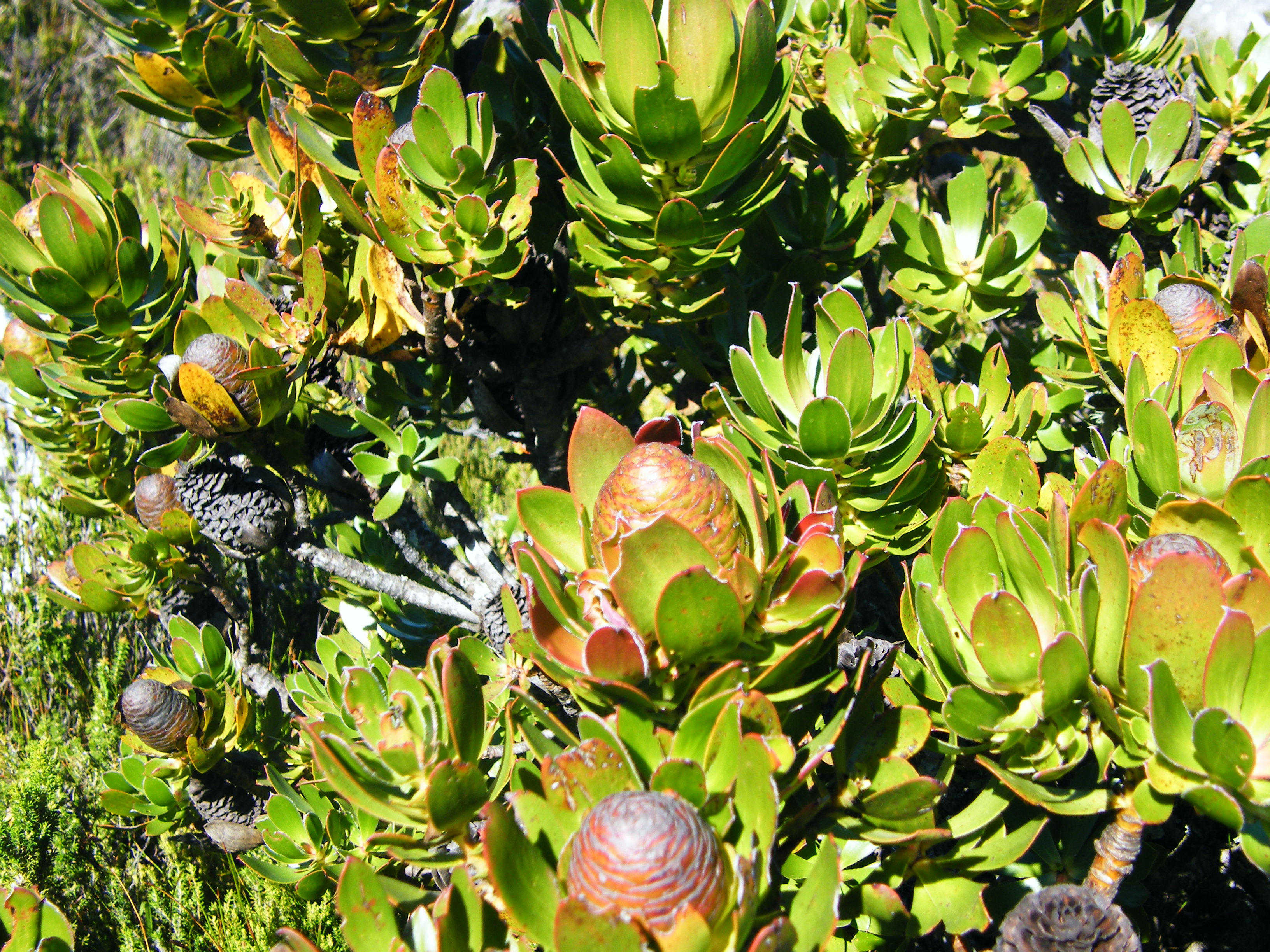
Sektion Alatosperma Untersektion Alata: Habitus, Laubblätter und Fruchtstände eines weiblichen Leucadendron strobilinum

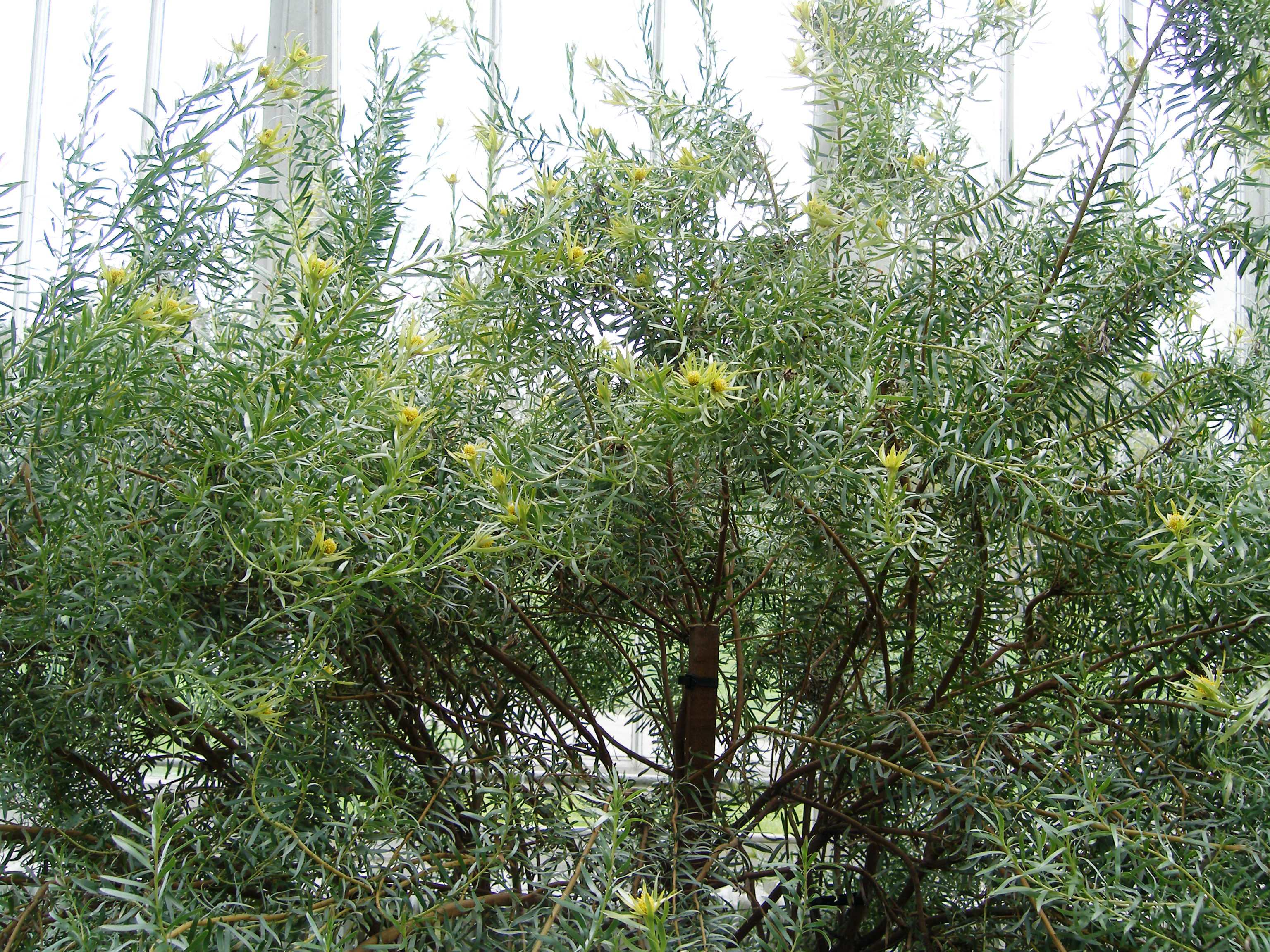
Sektion Alatosperma Untersektion Alata: Habitus, Laubblätter und Blütenstände von Leucadendron xanthoconum

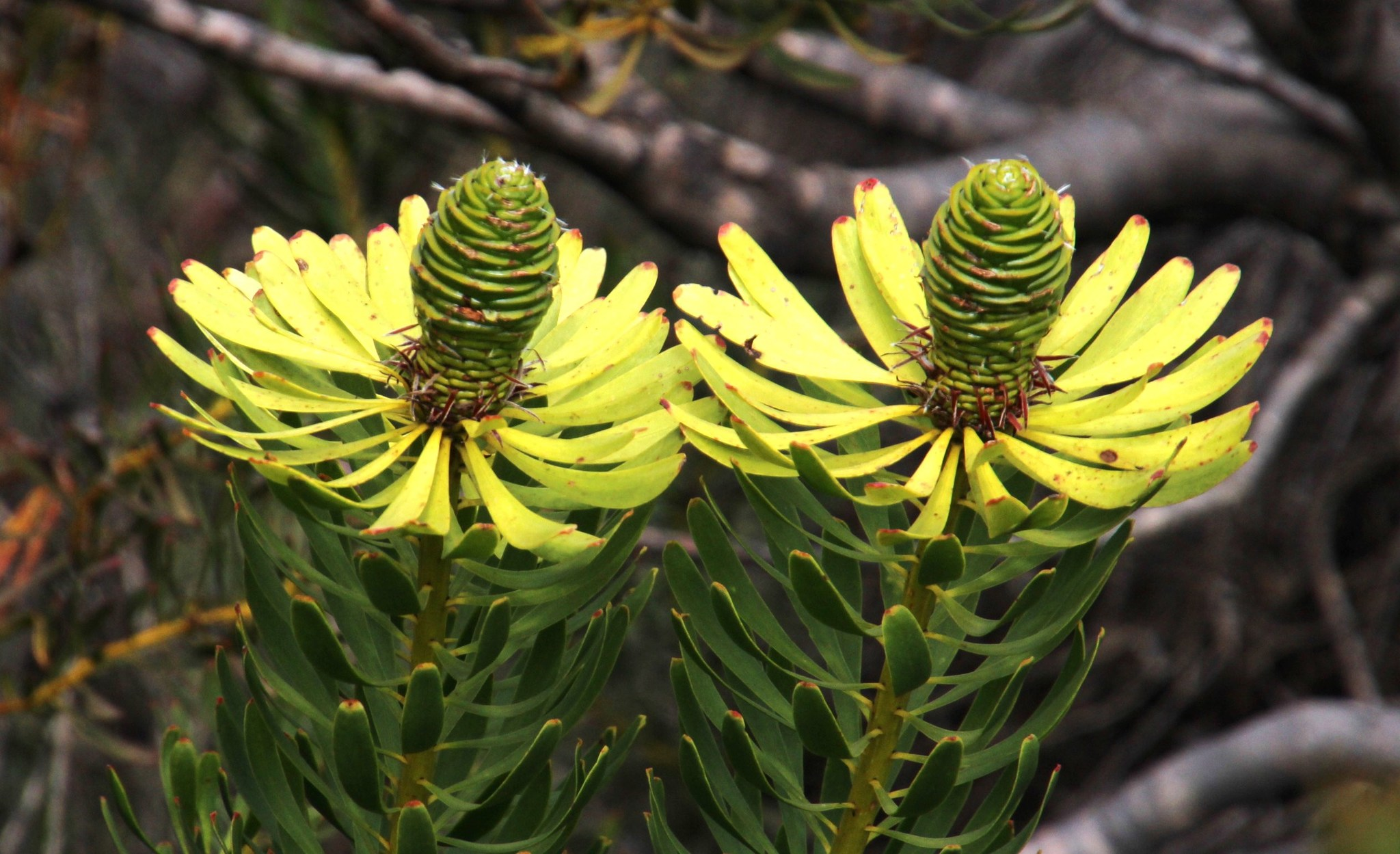
Sektion Alatosperma Untersektion Compressa:Leucadendron platyspermum

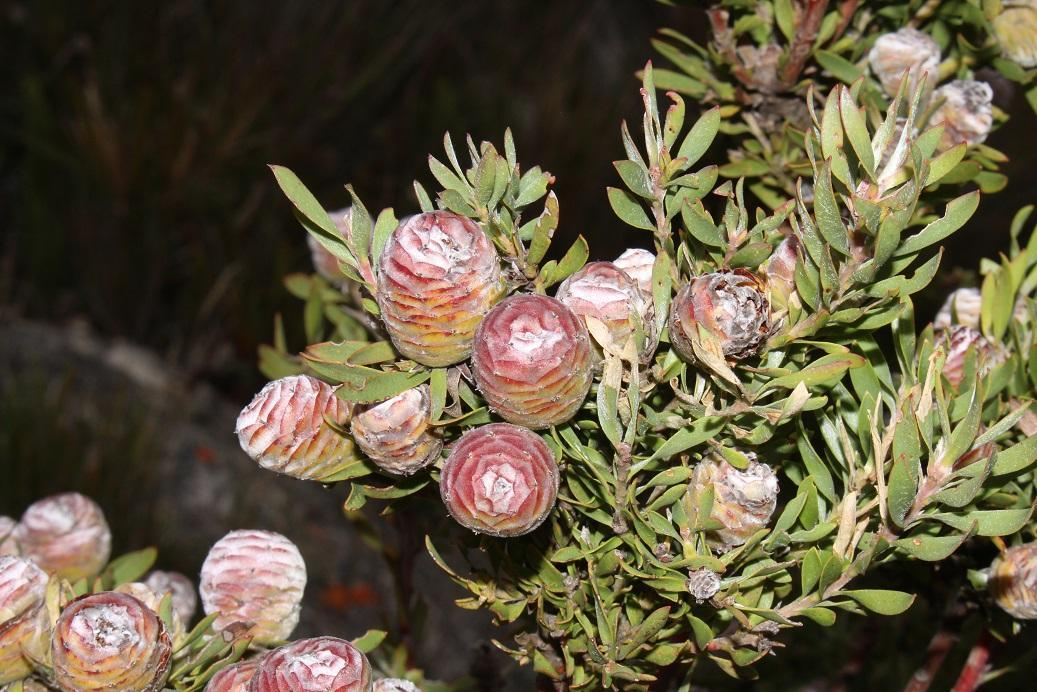
Sektion Alatosperma Untersektion Trigona: Leucadendron rourkei

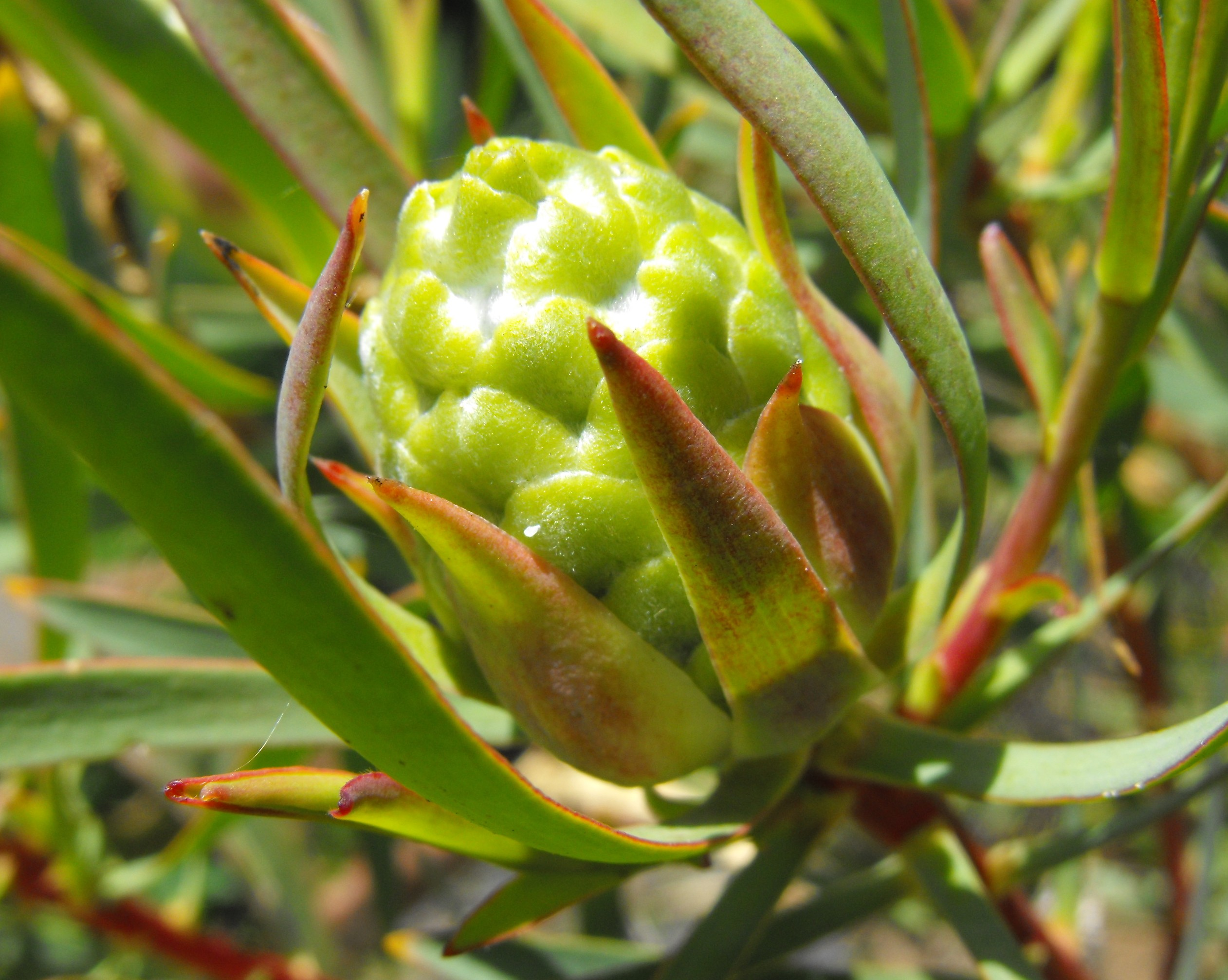
Sektion Alatosperma Untersektion Trigona: Zapfenförmiger Blütenstand von Leucadendron salicifolium

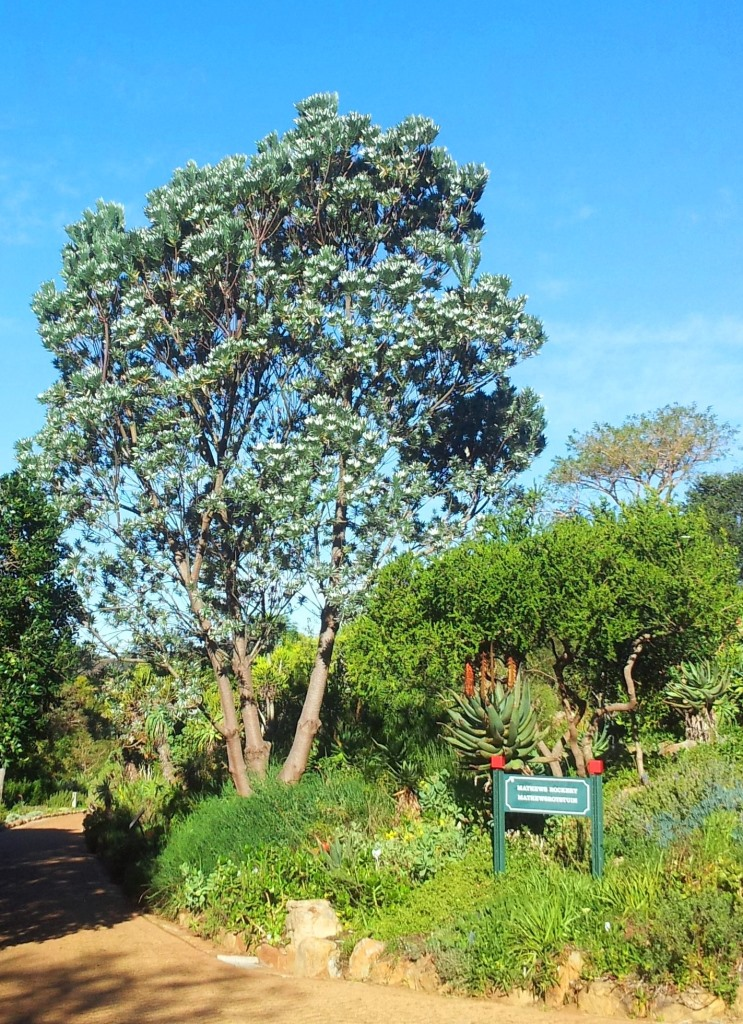
Sektion Leucadendron Untersektion Leucadendron: Echter Silberbaum (Leucadendron argenteum)

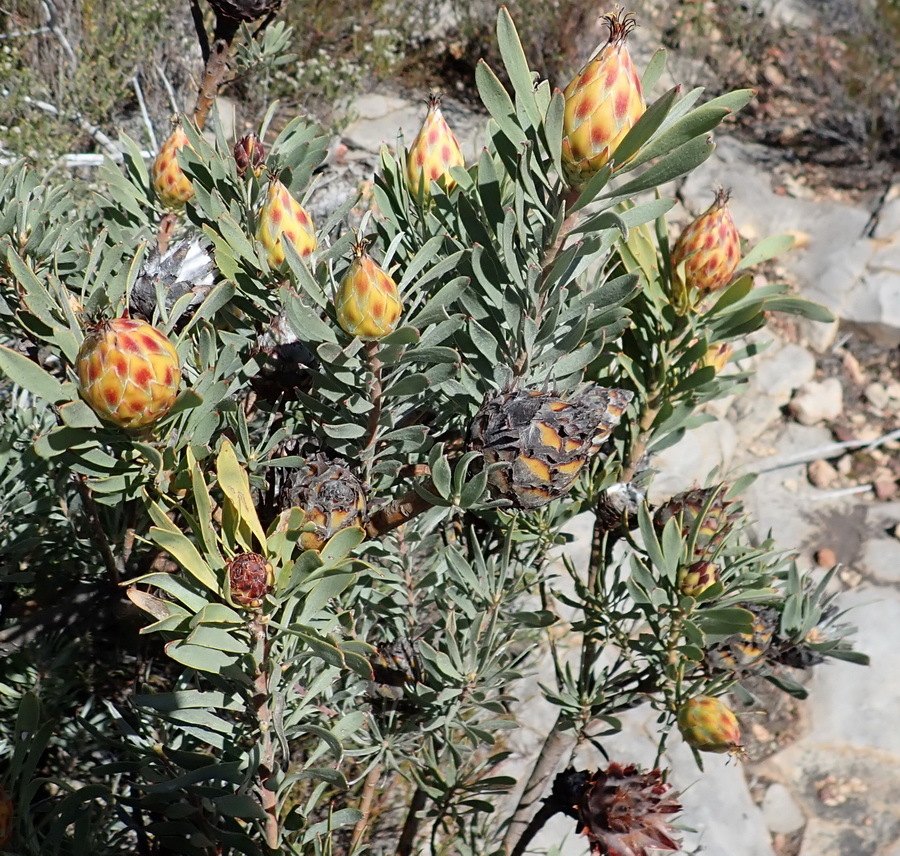
Sektion Leucadendron Untersektion Leucadendron: Leucadendron rubrum

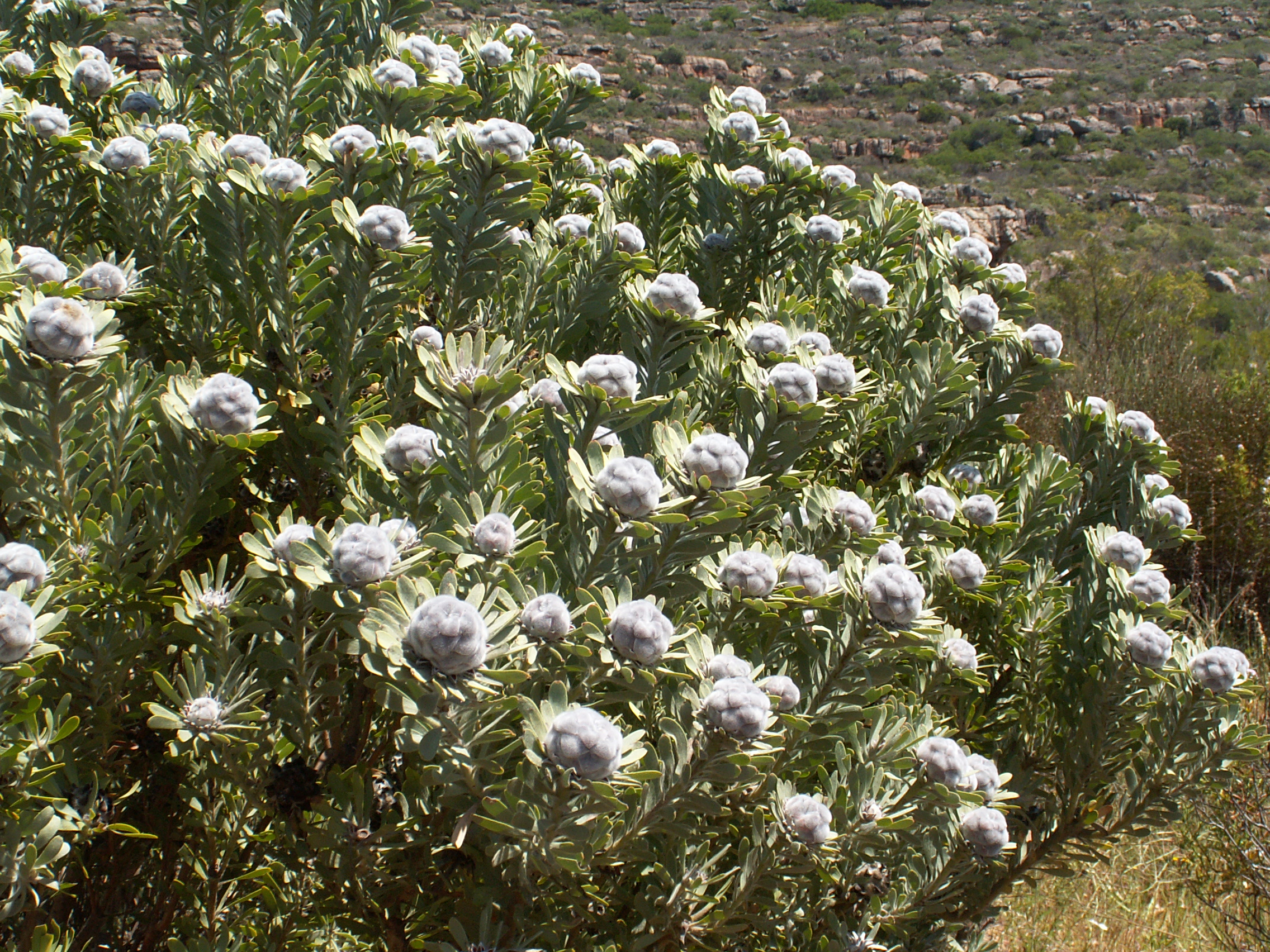
Sektion Leucadendron Untersektion Membranacea: Leucadendron pubescens, männliche Exemplare mit Blütenständen, Clanwilliam, Südafrika

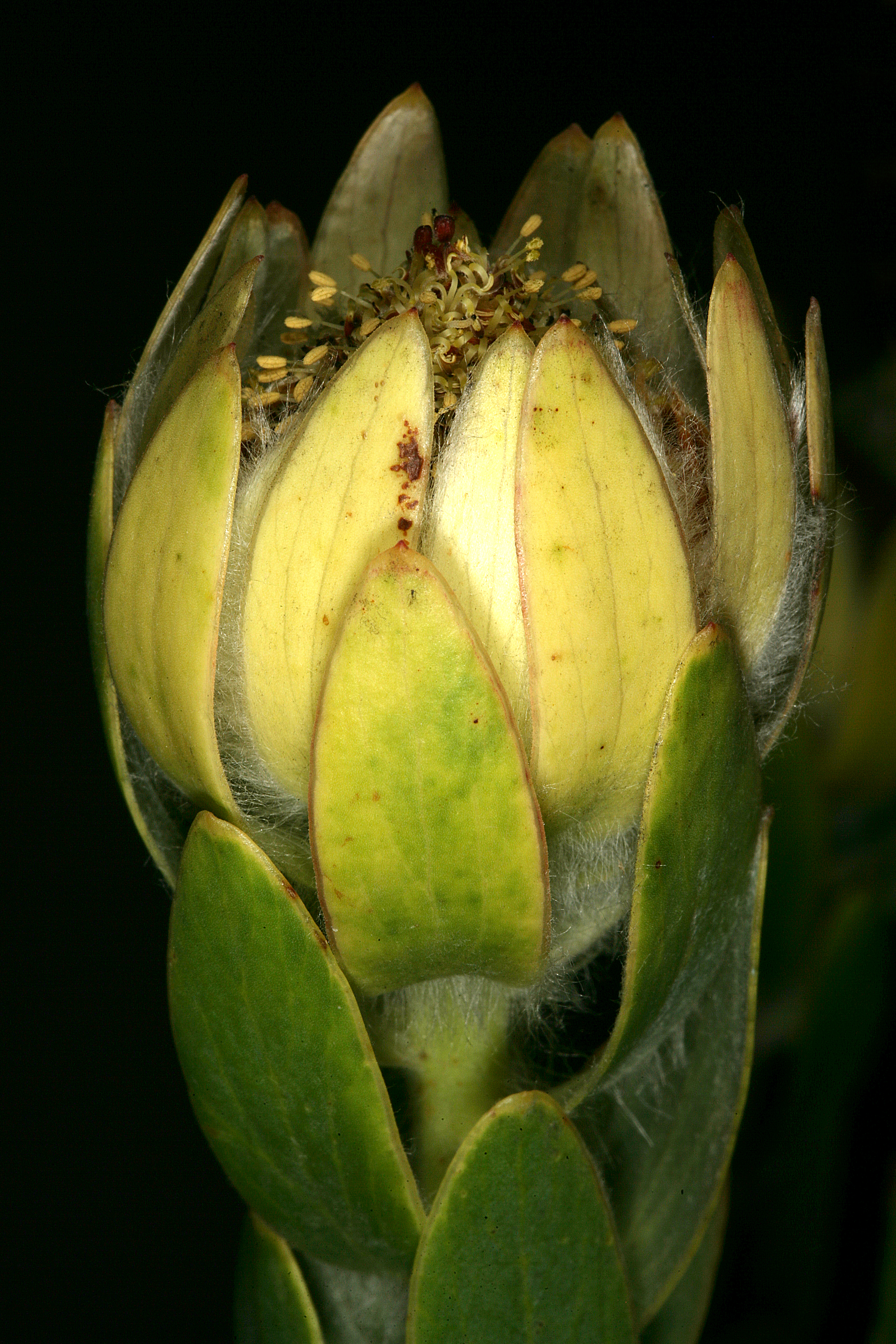
Sektion Leucadendron Untersektion Nervosa: Zapfenförmiger Blütenstand von Leucadendron nervosum

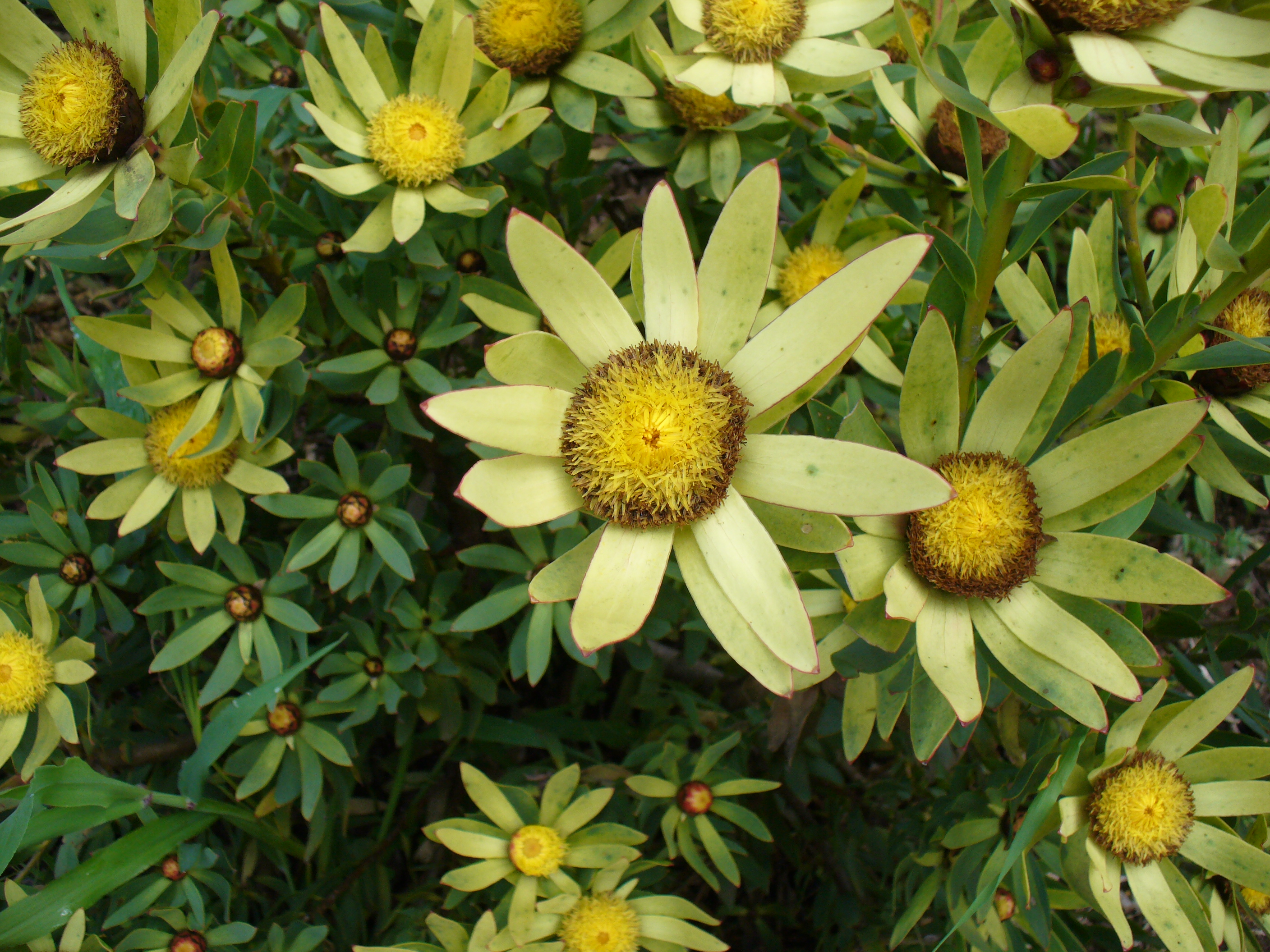
Sektion Leucadendron Untersektion Nucifera: Habitus, Laubblätter und Blütenstände von Leucadendron sessile

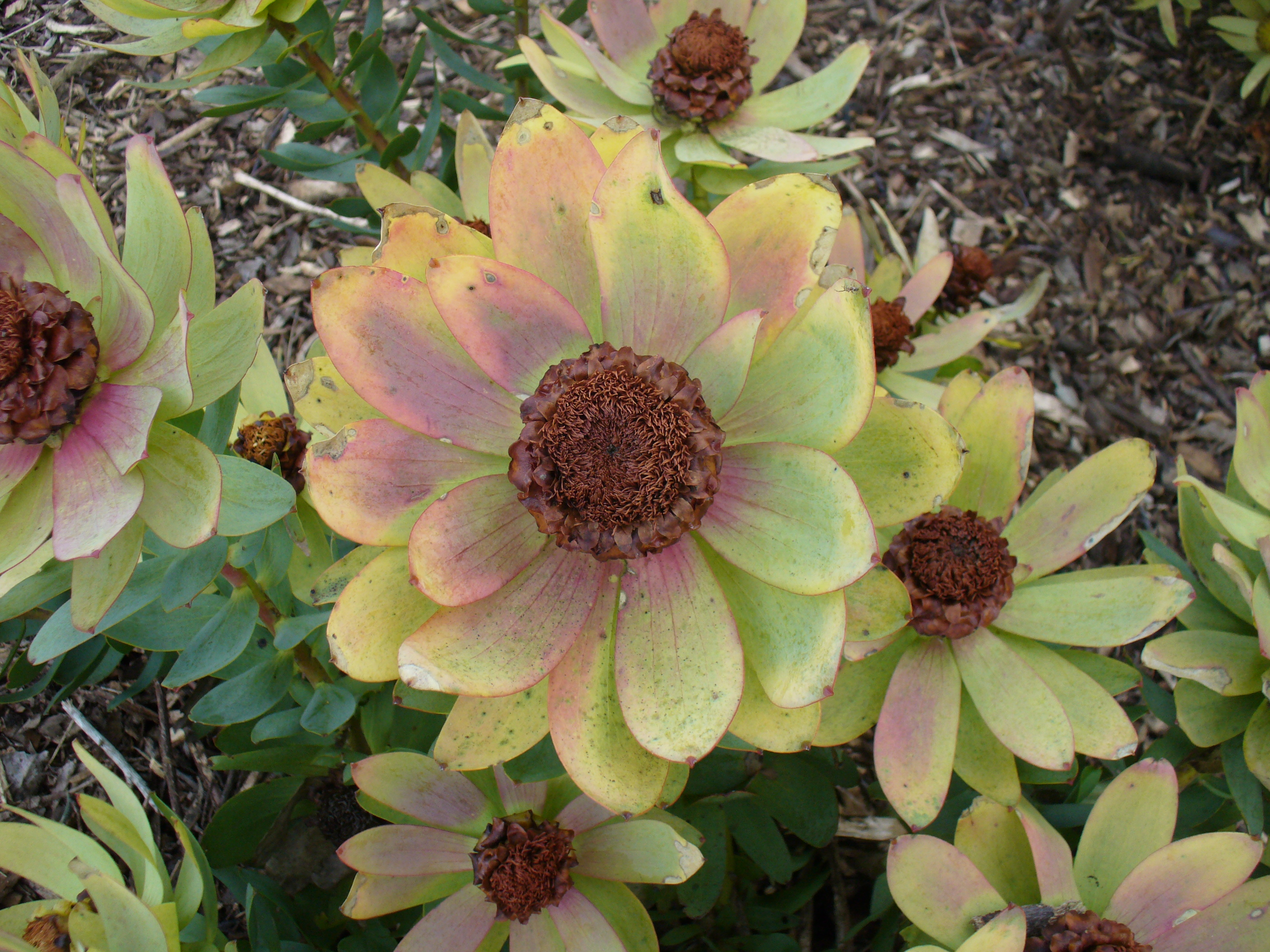
Sektion Leucadendron Untersektion Nucifera: Habitus, Laubblätter und Blütenstände von Leucadendron tinctum

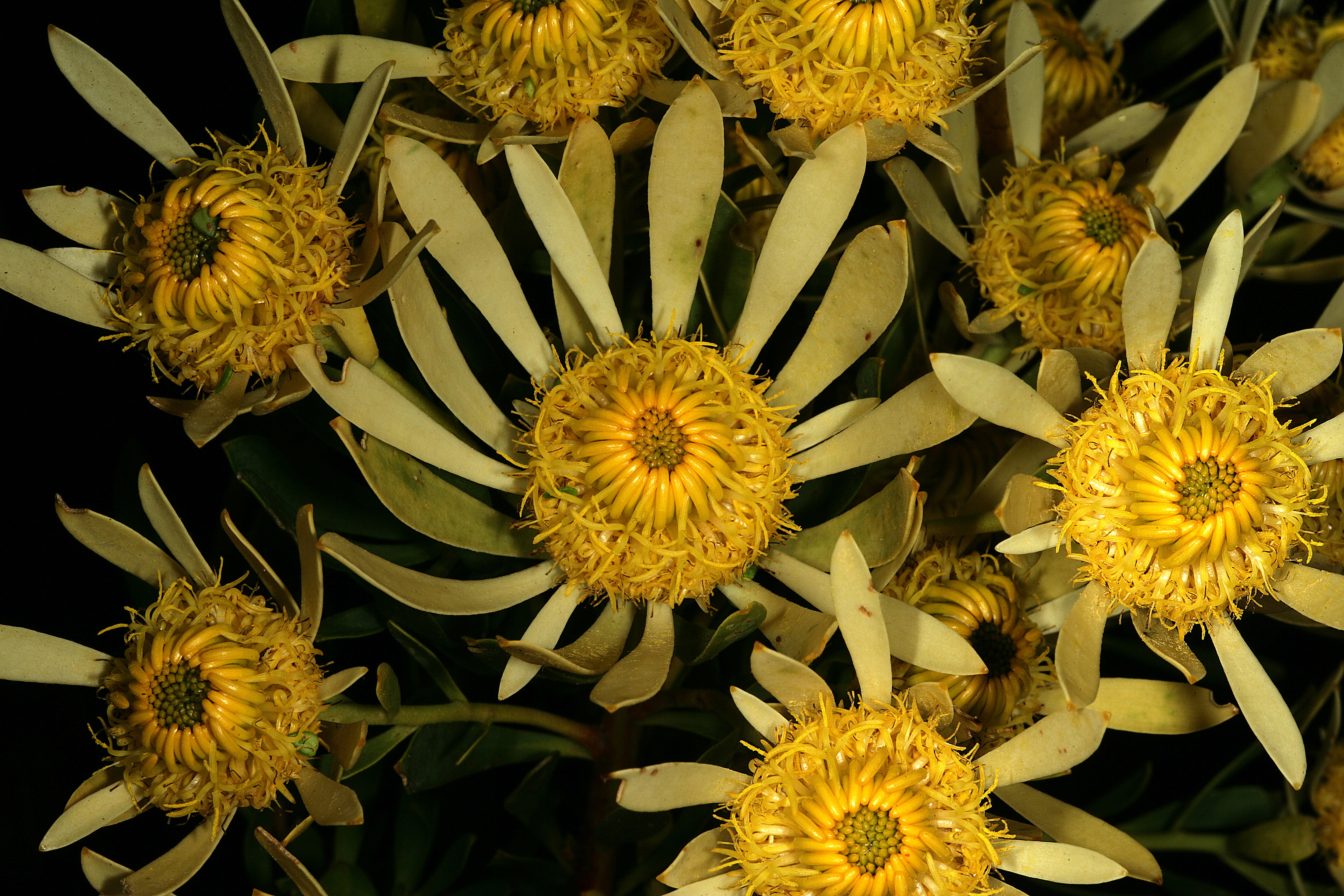
Sektion Leucadendron Untersektion Ventricosa: Leucadendron chamelaea; sie ist vom Aussterben bedroht.

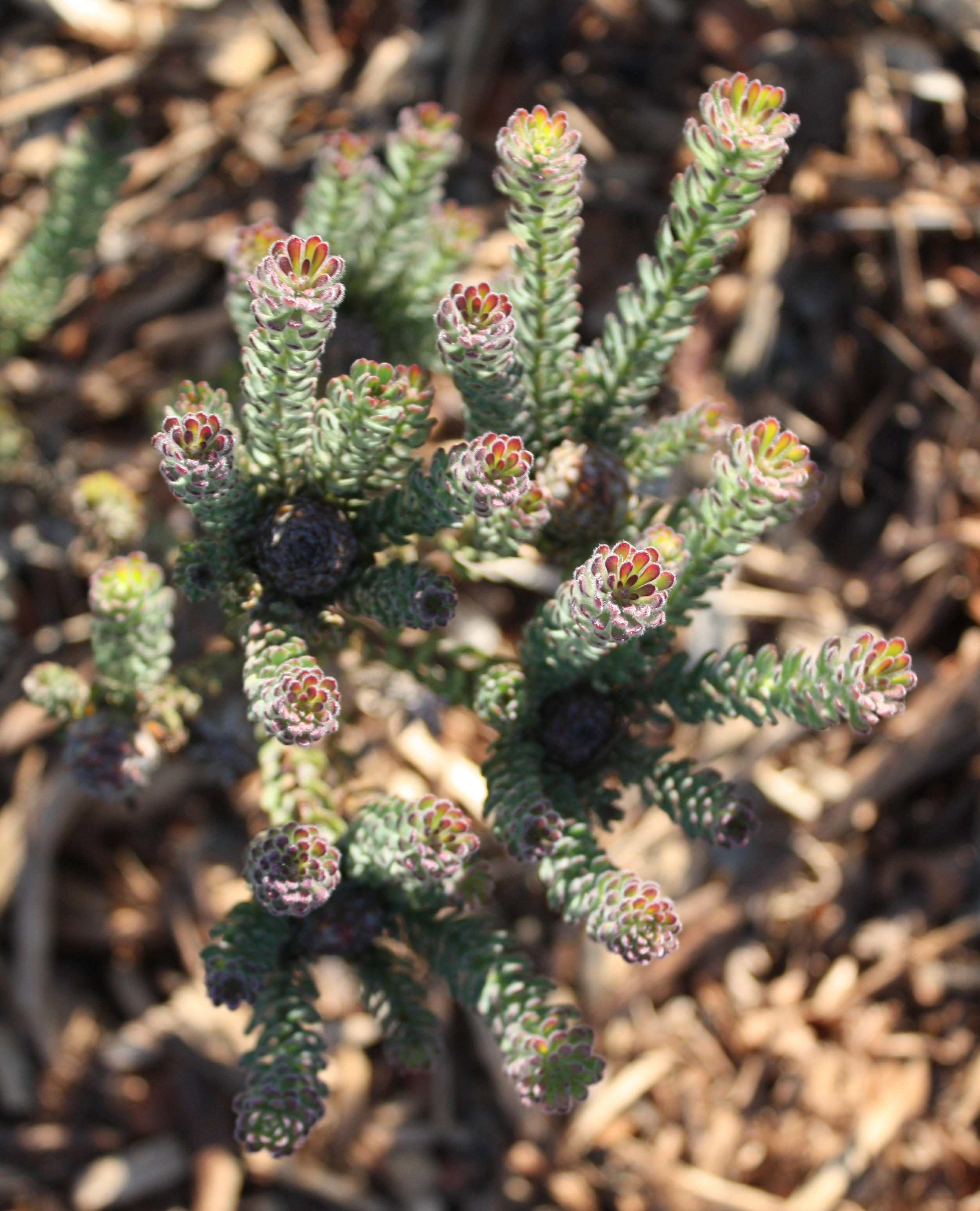
Sektion Leucadendron Untersektion Villosa: Habitus und Laubblätter von Leucadendron levisianum; sie ist vom Aussterben bedroht.

Die Gattung Leucadendron wurde durch 1810 Robert Brown in Transactions of the Linnean Society of London, Volume 10, S. 50 aufgestellt. Typusart ist Leucadendron argenteum (L.) R.Br. Homonyme sind Leucadendron L. (veröffentlicht in Species Plantarum, 1, 1753, S. 91) und Leucadendron Kuntze (veröffentlicht in Revisio Generum Plantarum, 2, 1891, S. 578.)
Alle heute 84 Leucadendron-Arten kommen in Südafrika nur in der Capensis vor. Das Zentrum der Artenvielfalt ist die Provinz Westkap. Alle Leucadendron-Arten sind in der Roten Liste der gefährdeten Pflanzenarten mit unterschiedlichen Einstufungen (letzte Erhebung je nach Art 2006 oder 2011) aufgeführt. 13 Arten und Unterarten sind vom Aussterben bedroht, aber in Erhaltungszucht in botanischen Gärten. Zwei Arten sind ausgestorben, noch bevor sie in Kultur genommen werden konnten.
Die Gattung Leucadendron wird in zwei Sektionen mit insgesamt 13 Untersektionen gegliedert, es gibt auch die Auffassung, die Gattung in zwei Untergattungen mit insgesamt 13 Sektionen zu gliedern, und enthält etwa 84 Arten sowie elf Unterarten:
- Sektion Alatosperma:
  - Untersektion Alata: Sie enthält etwa 20 Arten:
    - Leucadendron coniferum (L.) Meisn. (Syn.: Leucadendron inflexum Link, Leucadendron sabulosum T.M.Salter): Sie wurde 2006 in der Roten Liste der gefährdeten Pflanzenarten Südafrikas als „Vulnerable“ = „gefährdet“ bewertet. Sie kommt im Fynbos im Westkap von der Kap-Halbinsel bis Soetanysberg vor.
    - Leucadendron cryptocephalum Guthrie: Sie wurde 2006 in der Roten Liste der gefährdeten Pflanzenarten Südafrikas als „Critically Endangered“ = „vom Aussterben bedroht“ bewertet. Es sind nur zwei voneinander getrennte Verbreitungsgebiete in den Groenland Mountains und in Potberg im Westkap bekannt. Einzelne Fundorte sind nur von Herbarbelegen bekannt. 2006 gab es sie noch an zwei Standorten, deren Bestände aber durch Buschfeuer reduziert wurden. Bei den weiteren Fundorten sind die Bestände wohl erloschen. Nur die Diepkloof-Population auf dem Potberg befindet sich in einem Naturschutzgebiet. Überweidung und invasive Pflanzenarten gefährden auch die Bestände. Sie gedeiht im Fynbos.[5]
    - Leucadendron diemontianum I.A.Williams: Sie wurde 2011 in der Roten Liste der gefährdeten Pflanzenarten Südafrikas als „Endangered“ = „stark gefährdet“ bewertet.[5]
    - Leucadendron discolor E.Phillips & Hutch.: Sie wurde 2011 in der Roten Liste der gefährdeten Pflanzenarten Südafrikas als „Vulnerable“ = „gefährdet“ bewertet.[5]
    - Leucadendron eucalyptifolium Buek ex Meisn.: Sie wird in der Roten Liste der gefährdeten Pflanzenarten Südafrikas als „Least Concern“ = „nicht gefährdet“ bewertet.[5]
    - Leucadendron flexuosum I.J.Williams: Sie wurde 2011 in der Roten Liste der gefährdeten Pflanzenarten Südafrikas als „Critically Endangered“ = „vom Aussterben bedroht“ bewertet.[5]
    - Leucadendron foedum I.J.Williams: Sie wurde 2011 in der Roten Liste der gefährdeten Pflanzenarten Südafrikas als „Vulnerable“ = „gefährdet“ bewertet.[5]
    - Leucadendron gandogeri Schinz ex Gand.: Sie wird in der Roten Liste der gefährdeten Pflanzenarten Südafrikas als „Least Concern“ = „nicht gefährdet“ bewertet.[5]
    - Leucadendron lanigerum H.Buek ex Meisn.: Es gibt zwei Varietäten:
      - Leucadendron lanigerum var. laevigatum Meisn.: Sie gedeiht im Fynbos. Sie wurde 2006 in der Roten Liste der gefährdeten Pflanzenarten Südafrikas als „Critically Endangered“ = „vom Aussterben bedroht“ bewertet. Es gab bei dieser früher häufigen Art in den 60 bis zum Jahr 2006 eine Reduktion um mehr als 80 % bei einem Verlust von 81 % an Fundorten, die man aus Herbarbelegen kennt. Es wird insgesamt ein Areal von 33 km² besiedelt. Es gibt Habitatverluste, Habitatdegradation, die Zahl der ausgewachsenen Exemplare nimmt ab. Die Bestände sind durch Aufweitung der Weingärten, Bergbau, invasive Pflanzenarten, Habitatfragmentierung, Umweltverschmutzung und Buschfeuer bedroht. Die meisten Populationen gibt es auf den Flusssedimenten im Tal des Breede River von Tulbagh bis Wolseley im Westkap.[5]
      - Leucadendron lanigerum H.Buek ex Meisn. var. lanigerum: Sie wurde 2011 in der Roten Liste der gefährdeten Pflanzenarten Südafrikas als „Endangered“ = „stark gefährdet“ bewertet.[5]

    - Leucadendron laureolum Fourc.: Sie wird in der Roten Liste der gefährdeten Pflanzenarten Südafrikas als „Least Concern“ = „nicht gefährdet“ bewertet.[5]
    - Leucadendron meridianum I.J.Williams: Sie wird in der Roten Liste der gefährdeten Pflanzenarten Südafrikas als „Least Concern“ = „nicht gefährdet“ bewertet.[5]
    - Leucadendron modestum I.J.Williams: Sie wurde 2011 in der Roten Liste der gefährdeten Pflanzenarten Südafrikas als „Endangered“ = „stark gefährdet“ bewertet.[5]
    - Leucadendron procerum (Knight) I.A.Williams: Sie wurde 2011 in der Roten Liste der gefährdeten Pflanzenarten Südafrikas als „Vulnerable“ = „gefährdet“ bewertet.[5]
    - Leucadendron salignum P.J.Bergius: Sie wird in der Roten Liste der gefährdeten Pflanzenarten Südafrikas als „Least Concern“ = „nicht gefährdet“ bewertet.[5]
    - Leucadendron spissifolium I.J.Williams: Sie enthält zwei bis fünf Unterarten:
      - Leucadendron spissifolium subsp. fragrans I.Williams: Sie wird in der Roten Liste der gefährdeten Pflanzenarten Südafrikas als „Least Concern“ = „nicht gefährdet“ bewertet.[5]
      - Leucadendron spissifolium subsp. natalense (Thode & Gilg) I.Williams: Sie wurde 2011 in der Roten Liste der gefährdeten Pflanzenarten Südafrikas als „Near Threatened“ = „potenziell gefährdet“ bewertet.[5]
      - Leucadendron spissifolium subsp. oribinum I.Williams: Sie wurde 2011 in der Roten Liste der gefährdeten Pflanzenarten Südafrikas als „Vulnerable“ = „gefährdet“ bewertet.
      - Leucadendron spissifolium subsp. phillipsii (Hutch.) I.Williams: Sie wird in der Roten Liste der gefährdeten Pflanzenarten Südafrikas als „Least Concern“ = „nicht gefährdet“ bewertet.[5]
      - Leucadendron spissifolium I.J.Williams subsp. spissifolium: Sie wird in der Roten Liste der gefährdeten Pflanzenarten Südafrikas als „Least Concern“ = „nicht gefährdet“ bewertet.[5]

    - Leucadendron stelligerum I.J.Williams: Sie wurde 2011 in der Roten Liste der gefährdeten Pflanzenarten Südafrikas als „Critically Endangered“ = „vom Aussterben bedroht“ bewertet.[5]
    - Leucadendron strobilinum (L.) Druce: Sie wurde 2011 in der Roten Liste der gefährdeten Pflanzenarten Südafrikas als „Near Threatened“ = „potenziell gefährdet“ bewertet.[5]
    - Leucadendron xanthoconum K.Schum.: Sie wird in der Roten Liste der gefährdeten Pflanzenarten Südafrikas als „Least Concern“ = „nicht gefährdet“ bewertet.[5]

  - Untersektion Brunneobracteata: Sie enthält nur eine Art:
    - Leucadendron microcephalum Gand. & Schinz: Sie wird in der Roten Liste der gefährdeten Pflanzenarten Südafrikas als „Least Concern“ = „nicht gefährdet“ bewertet.[5]

  - Untersektion Compressa: Sie enthält etwa neun Arten:
    - Leucadendron climaticum H.Buek ex Meisn.: Es ist nur ein Standort auf Böden über Sandstein in einer Höhenlage von 1300 Meter in den Riviersonderend Mountains bekannt.[3]
    - Leucadendron comosum R.Br.: Vielleicht mit den Unterarten:
      - Leucadendron comosum R.Br. subsp. comosum: Sie wird in der Roten Liste der gefährdeten Pflanzenarten Südafrikas als „Least Concern“ = „nicht gefährdet“ bewertet.[5]
      - Leucadendron comosum subsp. homaeophyllum: Sie wurde 2006 in der Roten Liste der gefährdeten Pflanzenarten Südafrikas als „Critically Endangered“ = „vom Aussterben bedroht“ bewertet.[5]

    - Leucadendron immoderatum Rourke: Sie wurde 2011 in der Roten Liste der gefährdeten Pflanzenarten Südafrikas als „Critically Endangered“ = „vom Aussterben bedroht“ bewertet.[5]
    - Leucadendron muirii E.Phillips: Sie wird in der Roten Liste der gefährdeten Pflanzenarten Südafrikas als „Least Concern“ = „nicht gefährdet“ bewertet.[5]
    - Leucadendron nobile I.A.Williams: Sie wird in der Roten Liste der gefährdeten Pflanzenarten Südafrikas als „Least Concern“ = „nicht gefährdet“ bewertet.[5]
    - Leucadendron osbornei Rourke: Sie wird in der Roten Liste der gefährdeten Pflanzenarten Südafrikas als „Least Concern“ = „nicht gefährdet“ bewertet.[5]
    - Leucadendron platyspermum R.Br.: Sie wurde 2011 in der Roten Liste der gefährdeten Pflanzenarten Südafrikas als „Vulnerable“ = „gefährdet“ bewertet.[5]
    - Leucadendron spirale (Salisb. ex Knight) I.A.Williams (Syn.: Leucadendron scabrum R.Br.): Sie wurde 2006 in der Roten Liste der gefährdeten Pflanzenarten Südafrikas für „Extinct“ = „ausstorben“ erklärt. Es gab Aufsammlungen 1801 sowie 1819 und sie wurde 1933 zuletzt gesehen. Die Suche in den 1960er sowie 1990er Jahren sowie das Aussetzen eines Preises von 1000 Rand hatten keinen Erfolg. Sie gedeihte nur auf feuchten Standorten im Tal des Breede River zwischen Wolseley und Botha im Fynbos im Westkap.[5]
    - Leucadendron teretifolium I.A.Williams: Sie wurde 2011 in der Roten Liste der gefährdeten Pflanzenarten Südafrikas als „Near Threatened“ = „potenziell gefährdet“ bewertet.[5]

  - Untersektion Trigona: Sie enthält etwa neun Arten:
    - Leucadendron conicum (Lam.) I.A.Williams: Sie wurde 2011 in der Roten Liste der gefährdeten Pflanzenarten Südafrikas als „Near Threatened“ = „potenziell gefährdet“ bewertet.[5]
    - Leucadendron floridum R.Br.: Sie wurde 2011 in der Roten Liste der gefährdeten Pflanzenarten Südafrikas als „Critically Endangered“ = „vom Aussterben bedroht“ bewertet.[5]
    - Leucadendron loeriense I.A.Williams: Sie wird in der Roten Liste der gefährdeten Pflanzenarten Südafrikas als „Least Concern“ = „nicht gefährdet“ bewertet.[5]
    - Leucadendron macowanii E.Phillips: Sie wurde 2006 in der Roten Liste der gefährdeten Pflanzenarten Südafrikas als „Critically Endangered“ = „vom Aussterben bedroht“ bewertet.[5]
    - Leucadendron pondoense A.E.van Wyk: Sie wurde 2011 in der Roten Liste der gefährdeten Pflanzenarten Südafrikas als „Vulnerable“ = „gefährdet“ bewertet.[5]
    - Leucadendron radiatum E.Phillips & Hutch.: Sie wurde 2011 in der Roten Liste der gefährdeten Pflanzenarten Südafrikas als „Endangered“ = „stark gefährdet“ bewertet.[5]
    - Leucadendron rourkei I.A.Williams: Sie wird in der Roten Liste der gefährdeten Pflanzenarten Südafrikas als „Least Concern“ = „nicht gefährdet“ bewertet.[5]
    - Leucadendron salicifolium (Salisb.) I.A.Williams: Sie wird in der Roten Liste der gefährdeten Pflanzenarten Südafrikas als „Least Concern“ = „nicht gefährdet“ bewertet.[5]
    - Leucadendron uliginosum R.Br.:
      - Leucadendron uliginosum subsp. glabratum: Sie wurde 2011 in der Roten Liste der gefährdeten Pflanzenarten Südafrikas als „Rare“ = „selten, aber nicht gefährdet“ bewertet.[5]
      - Leucadendron uliginosum R.Br. subsp. uliginosum: Sie wird in der Roten Liste der gefährdeten Pflanzenarten Südafrikas als „Least Concern“ = „nicht gefährdet“ bewertet.[5]
- Sektion Leucadendron:
  - Untersektion Aliena: Sie enthält nur zwei Arten:
    - Leucadendron singulare Williams: Sie wurde 2011 in der Roten Liste der gefährdeten Pflanzenarten Südafrikas als „Vulnerable“ = „gefährdet“ bewertet.[5]
    - Leucadendron sorocephalodes E.Phillips & Hutch.: Sie wurde 2011 in der Roten Liste der gefährdeten Pflanzenarten Südafrikas als „Near Threatened“ = „potenziell gefährdet“ bewertet.[5]

  - Untersektion Carinata: Sie enthält nur zwei Arten (beide Arten mit Myrmekochorie):
    - Leucadendron nitidum H.Buek ex Meisn.: Sie wird in der Roten Liste der gefährdeten Pflanzenarten Südafrikas als „Least Concern“ = „nicht gefährdet“ bewertet.[5]
    - Leucadendron sericeum (Thunb.) R.Br.: Sie wurde 2011 in der Roten Liste der gefährdeten Pflanzenarten Südafrikas als „Critically Endangered“ = „vom Aussterben bedroht“ bewertet.[5]

  - Untersektion Cuneata: Sie enthält drei Arten:
    - Leucadendron corymbosum P.J.Bergius: Sie wurde 2009 in der Roten Liste der gefährdeten Pflanzenarten Südafrikas als „Vulnerable“ = „gefährdet“ bewertet.
    - Leucadendron laxum Williams: Sie wurde 2011 in der Roten Liste der gefährdeten Pflanzenarten Südafrikas als „Endangered“ = „stark gefährdet“ bewertet.[5]
    - Leucadendron verticillatum Meisn.: Sie wurde 2011 in der Roten Liste der gefährdeten Pflanzenarten Südafrikas als „Critically Endangered“ = „vom Aussterben bedroht“ bewertet.[5]

  - Untersektion Leucadendron: Sie enthält vier Arten:
    - Leucadendron album (Thunb.) Fourc.: Sie wird in der Roten Liste der gefährdeten Pflanzenarten Südafrikas als „Least Concern“ = „nicht gefährdet“ bewertet.[5]
    - Echter Silberbaum (Leucadendron argenteum (L.) R.Br.): Sie wurde 2011 in der Roten Liste der gefährdeten Pflanzenarten Südafrikas als „Endangered“ = „stark gefährdet“ bewertet.[5]
    - Leucadendron dregei E.Mey. ex Meisn.: Sie wurde 2011 in der Roten Liste der gefährdeten Pflanzenarten Südafrikas als „Endangered“ = „stark gefährdet“ bewertet.[5]
    - Leucadendron rubrum Burm. f.: Sie wird in der Roten Liste der gefährdeten Pflanzenarten Südafrikas als „Least Concern“ = „nicht gefährdet“ bewertet.[5]

  - Untersektion Membranacea: Sie enthält vier Arten:
    - Leucadendron arcuatum (Lam.) Williams: Sie wird in der Roten Liste der gefährdeten Pflanzenarten Südafrikas als „Least Concern“ = „nicht gefährdet“ bewertet.[5]
    - Leucadendron bonum I.A.Williams: Sie wurde 2011 in der Roten Liste der gefährdeten Pflanzenarten Südafrikas als „Critically Endangered“ = „vom Aussterben bedroht“ bewertet.[5]
    - Leucadendron crassulaefolium (Salisb. ex Knight) I.Williams: Sie wurde 2011 in der Roten Liste der gefährdeten Pflanzenarten Südafrikas als „Near Threatened“ = „potenziell gefährdet“ bewertet.[5]
    - Leucadendron pubescens R.Br.: Sie wird in der Roten Liste der gefährdeten Pflanzenarten Südafrikas als „Least Concern“ = „nicht gefährdet“ bewertet.[5]
    - Leucadendron remotum I.J.Williams: Sie wurde 2011 in der Roten Liste der gefährdeten Pflanzenarten Südafrikas als „Endangered“ = „stark gefährdet“ bewertet.[5]

  - Untersektion Nervosa: Sie enthält nur eine Art:
    - Leucadendron nervosum E.Phillps & Hutch.: Sie wurde 2011 in der Roten Liste der gefährdeten Pflanzenarten Südafrikas als „Near Threatened“ = „potenziell gefährdet“ bewertet.[5]

  - Untersektion Nucifera: Sie enthält etwa 16 Arten:
    - Leucadendron barkerae I.A.Williams: Sie wird in der Roten Liste der gefährdeten Pflanzenarten Südafrikas als „Least Concern“ = „nicht gefährdet“ bewertet.[5]
    - Leucadendron burchellii I.J.Williams: Sie wurde 2011 in der Roten Liste der gefährdeten Pflanzenarten Südafrikas als „Near Threatened“ = „potenziell gefährdet“ bewertet.[5]
    - Leucadendron cadens I.A.Williams Sie wurde 2005 in der Roten Liste der gefährdeten Pflanzenarten Südafrikas als „Rare“ = „selten, aber nicht gefährdet“ bewertet.[5]
    - Leucadendron cordatum E.Phillips Sie wurde 2005 in der Roten Liste der gefährdeten Pflanzenarten Südafrikas als „Rare“ = „selten, aber nicht gefährdet“ bewertet.[5]
    - Leucadendron daphnoides (Thunb.) Meisn.: Sie wurde 2011 in der Roten Liste der gefährdeten Pflanzenarten Südafrikas als „Endangered“ = „stark gefährdet“ bewertet.[5]
    - Leucadendron glaberrimum (Schltr.) Compton: Vielleicht mit den Unterarten:
      - Leucadendron glaberrimum subsp. erubescens: Sie wird in der Roten Liste der gefährdeten Pflanzenarten Südafrikas als „Least Concern“ = „nicht gefährdet“ bewertet.[5]
      - Leucadendron glaberrimum (Schltr.) Compton subsp. glaberrimum: Sie wird in der Roten Liste der gefährdeten Pflanzenarten Südafrikas als „Least Concern“ = „nicht gefährdet“ bewertet.[5]

    - Leucadendron gydoense I.A.Williams: Sie wurde 2011 in der Roten Liste der gefährdeten Pflanzenarten Südafrikas als „Endangered“ = „stark gefährdet“ bewertet.[5]
    - Leucadendron loranthifolium (Salisb. ex Knight) Williams: Sie wurde 2011 in der Roten Liste der gefährdeten Pflanzenarten Südafrikas als „Near Threatened“ = „potenziell gefährdet“ bewertet.[5]
    - Leucadendron meyerianum H.Buek ex Philips & Hutch: Sie wurde 2011 in der Roten Liste der gefährdeten Pflanzenarten Südafrikas als „Endangered“ = „stark gefährdet“ bewertet.[5]
    - Leucadendron orientale I.A.Williams: Sie wurde 2011 in der Roten Liste der gefährdeten Pflanzenarten Südafrikas als „Endangered“ = „stark gefährdet“ bewertet.[5]
    - Leucadendron pubibracteolatum: Sie wurde 2011 in der Roten Liste der gefährdeten Pflanzenarten Südafrikas als „Near Threatened“ = „potenziell gefährdet“ bewertet.[5]
    - Leucadendron roodii E.Phillips: Sie wurde 2011 in der Roten Liste der gefährdeten Pflanzenarten Südafrikas als „Endangered“ = „stark gefährdet“ bewertet.[5]
    - Leucadendron sessile R.Br.: Sie wurde 2011 in der Roten Liste der gefährdeten Pflanzenarten Südafrikas als „Near Threatened“ = „potenziell gefährdet“ bewertet.[5]
    - Leucadendron sheilae I.A.Williams: Sie wurde 2011 in der Roten Liste der gefährdeten Pflanzenarten Südafrikas als „Vulnerable“ = „gefährdet“ bewertet.[5]
    - Leucadendron tinctum I.J.Williams: Sie wurde 2011 in der Roten Liste der gefährdeten Pflanzenarten Südafrikas als „Near Threatened“ = „potenziell gefährdet“ bewertet.[5]
    - Leucadendron tradouwense I.A.Williams: Sie wurde 2011 in der Roten Liste der gefährdeten Pflanzenarten Südafrikas als „Critically Endangered“ = „vom Aussterben bedroht“ bewertet.[5]

  - Untersektion Uniflora: Sie enthält nur eine oder zwei Art(en):
    - Leucadendron ericifolium R.Br.: Sie wird in der Roten Liste der gefährdeten Pflanzenarten Südafrikas als „Least Concern“ = „nicht gefährdet“ bewertet.[5]
    - Leucadendron olens I.J.Williams: Sie wurde 2011 in der Roten Liste der gefährdeten Pflanzenarten Südafrikas als „Near Threatened“ = „potenziell gefährdet“ bewertet.[5]

  - Untersektion Ventricosa: Sie enthält etwa drei Arten:
    - Leucadendron chamelaea (Lam.) Williams (Syn.: Leucadendron decurrens R.Br.): Sie wurde 2011 in der Roten Liste der gefährdeten Pflanzenarten Südafrikas als „Critically Endangered“ = „vom Aussterben bedroht“ bewertet. Sie gedeiht im Fynbos nur in Koue Bokkeveld und Franschhoek Valley im Westkap. Die letzte Dezimierung eines Bestandes um mindestens 60 % erfolgte durch einen Habitatverlust von 55 % durch Ausweitung der Landwirtschaft. Bei 52 % der durch Herbarbelege bekannten Fundorten sind die Bestände erloschen. Die verbliebenen Standorte sind durch Straßen voneinander getrennt. Beispielsweise wurden 2004 mindestens 30 % der damals vorhandenen Restbestände beim Straßenbau und durch Maßnahmen in der Landwirtschaft vernichtet. Einige Bestände, die sich zwischen Agrarflächen befinden, sind durch beispielsweise Trockenlegung von Feuchtgebieten, Überweidung und invasive Pflanzenarten gefährdet. Diese Art wird wohl nur in sehr kleinen Standorten überleben. Die meisten Standorte befinden sich auf den Flussablagerungen des Breede River.[5]
    - Leucadendron elimense Philips: Sie enthält drei Unterarten:
      - Leucadendron elimense Philips subsp. elimense: Sie wurde 2011 in der Roten Liste der gefährdeten Pflanzenarten Südafrikas als „Endangered“ = „stark gefährdet“ bewertet.[5]
      - Leucadendron elimense subsp. salteri Williams: Sie wurde 2011 in der Roten Liste der gefährdeten Pflanzenarten Südafrikas als „Critically Endangered“ = „vom Aussterben bedroht“ bewertet.[5]
      - Leucadendron elimense subsp. yveboomense Williams: Sie wurde 2011 in der Roten Liste der gefährdeten Pflanzenarten Südafrikas als „Critically Endangered“ = „vom Aussterben bedroht“ bewertet.[5]

    - Leucadendron globosum I.A.Williams: Sie gedeiht im Fynbos an Südhängen im Elgin Valley im Westkap. Sie wurde 2006 in der Roten Liste der gefährdeten Pflanzenarten Südafrikas als „Critically Endangered“ = „vom Aussterben bedroht“ bewertet. Man geht von einer Reduktion der Bestände von über 80 % in den 60 Jahren bis 2006 aus. Die Arealgröße verkleinerte sich um 94 % auf 55 km². Der Habitatverlust beträgt 89 %, es gibt Habitatdegradation. Der Rückgang ist auf Ackerbau sowie Forstwirtschaft, invasive Pflanzenarten und Veränderungen der Populationsdynamik der autochthonen Arten zurückzuführen. Die etwa 180 ausgewachsene Exemplare existieren nur noch an vier kleinen, stark voneinander isolierten Standorten. Die Zahl der blühfähigen Exemplare nimmt beständig ab.[5]
    - Leucadendron grandiflorum (Salisb.) R.Br.: Sie wurde 2006 in der Roten Liste der gefährdeten Pflanzenarten Südafrikas für „Extinct“ = „ausgestorben“ erklärt. Sie wurde zuletzt 1806 gesehen. Es ist wenig über die Ökologie und das Habitat dieser Art bekannt. Sie kam wohl auf Böden über Granit im Fynbos auf den Wynberg Hill’s auf der Kaphalbinsel im Westkap vor. Die Ursache für das Erlöschen der Bestände ist wohl die Ausweitung der Weinberge.[5]

  - Untersektion Villosa: Sie enthält etwa zehn Arten:
    - Leucadendron brunioides Meisn.: Es gibt zwei Unterarten:
      - Leucadendron brunioides Meisn. var. brunioides: Sie wird in der Roten Liste der gefährdeten Pflanzenarten Südafrikas als „Least Concern“ = „nicht gefährdet“ bewertet.[5]
      - Leucadendron brunioides var. flumenlupinum I.Williams: Sie wurde 2011 in der Roten Liste der gefährdeten Pflanzenarten Südafrikas als „Critically Endangered“ = „vom Aussterben bedroht“ bewertet.[5]

    - Leucadendron cinereum R.Br.: Sie wurde 2011 in der Roten Liste der gefährdeten Pflanzenarten Südafrikas als „Vulnerable“ = „gefährdet“ bewertet.[5]
    - Leucadendron concavum I.J.Williams: Sie wurde 2011 in der Roten Liste der gefährdeten Pflanzenarten Südafrikas als „Endangered“ = „stark gefährdet“ bewertet.[5]
    - Leucadendron coriaceum E.Phillips & Hutch.: Sie wurde 2011 in der Roten Liste der gefährdeten Pflanzenarten Südafrikas als „Endangered“ = „stark gefährdet“ bewertet.[5]
    - Leucadendron dubium (Buek ex Meisn) Phillips & Hutch.: Sie wird in der Roten Liste der gefährdeten Pflanzenarten Südafrikas als „Least Concern“ = „nicht gefährdet“ bewertet.[5]
    - Leucadendron galpinii E.Phillps & Hutch.: Sie wurde 2011 in der Roten Liste der gefährdeten Pflanzenarten Südafrikas als „Vulnerable“ = „gefährdet“ bewertet.[5]
    - Leucadendron levisianum (L.) P.J.Bergius: Sie gedeiht auf der sandigen Kapebene im Fynbos in oder in der Nähe von Feuchtgebieten. Sie wurde 2006 in der Roten Liste der gefährdeten Pflanzenarten Südafrikas als „Critically Endangered“ = „vom Aussterben bedroht“ bewertet. Die Reduktion der Bestände während der letzten 50 Jahre beträgt über 70 %. Dies wird durch Habitatverlust sowie Habitatdegradation und invasive Pflanzenarten verursacht. Da es kaum geeignete Schutzmaßnahmen gibt, nimmt die Zahl an Exemplaren beständig ab. Verstädterung, Straßenbau, Grundwasserentnahme, Umweltverschmutzung und Sammeln von Feuerholz werden als Hauptfaktoren genannt.[5]
    - Leucadendron linifolium (Jacq.) R.Br.: Sie wurde 2011 in der Roten Liste der gefährdeten Pflanzenarten Südafrikas als „Vulnerable“ = „gefährdet“ bewertet.[5]
    - Leucadendron stellare Sweet (Syn.: Leucadendron empetrifolium Gand., Leucadendron imbricatum R.Br., Leucadendron polygaloides Link): Sie gedeiht im Fynbos von Aurora bis zur Kapebene im Westkap. Sie wurde 2006 in der Roten Liste der gefährdeten Pflanzenarten Südafrikas als „Critically Endangered“ = „vom Aussterben bedroht“ bewertet. Die Reduktion beträgt in den letzten 100 Jahren mindestens 81 %. Verursacht wird dies durch Habitatverlust sowie Habitatdegradation, Umweltverschmutzung und invasive Pflanzenarten. Die verbliebenen Populationen sind klein und isoliert, 23 % von ihnen enthalten weniger als zehn Exemplare, dies trifft besonders für das südliche Verbreitungsgebiet zu. Im nördlichen Verbreitungsgebiet gibt es größere Populationen, die vor allem durch Kartoffelanbau reduziert werden. Diese Art wächst relativ langsam und ist erst spät blühfähig.[5]
    - Leucadendron thymifolium I.A.Williams: Sie gedeiht im Fynbos auf saisonal feuchten Standorten an Straßenrändern, abhängig davon, dass diese nicht gemäht oder anderweitig, beispielsweise durch Feuer gestört werden. Im Westkap kommt sie zwischen Dassenberg und Klipheuwel vor. Sie wurde 2011 in der Roten Liste der gefährdeten Pflanzenarten Südafrikas als „Critically Endangered“ = „vom Aussterben bedroht“ bewertet. Das heutige Gesamtareal umfasst 65 km². Die meisten Populationen wurden durch Straßen- und Städtebau, Ausweitung der Landwirtschaft und invasive Pflanzenarten beeinträchtigt. Klimawandelmodelle sagen voraus, dass diese Art etwa 2025 ausgestorben sein wird.[5]

## Nutzung
Sorten einiger Arten und Hybriden werden als Zierpflanzen in subtropischen Parks und Gärten verwendet. Einige Sorten dienen als Schnittblumen.